# Euville
Ne doit pas être confondu avec Eurville.
Euville est une commune française située dans le département de la Meuse, en région Grand Est.

## Géographie

### Localisation
La commune d'Euville est formée des villages d'Aulnois-sous-Vertuzey, Euville, Vertuzey et Ville-Issey. La commune est parfois inofficiellement nommé Grand-Euville par distinction du village d'Euville. Elle fait partie du Parc naturel régional de Lorraine.
| Commercy           | Commercy           | Geville            |
| Commercy           | Euville            | Sorcy-Saint-Martin |
| Laneuville-au-Rupt | Sorcy-Saint-Martin | Sorcy-Saint-Martin |

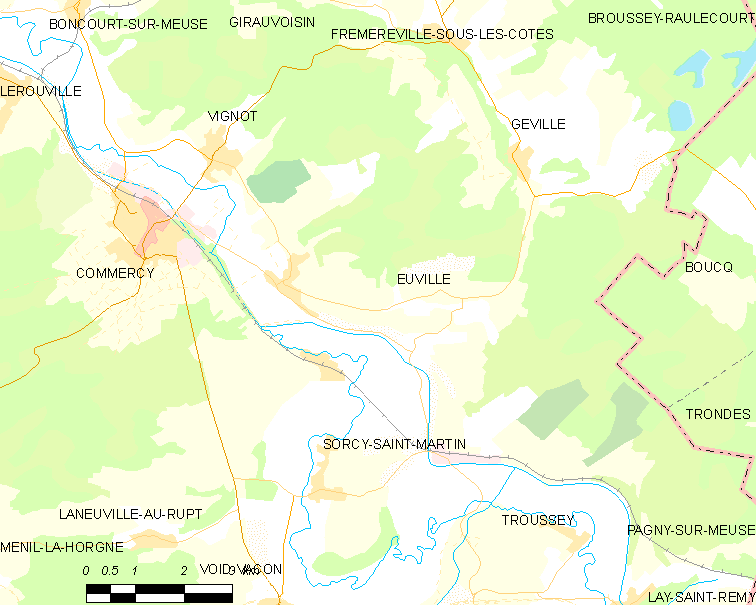
Carte de la commune.
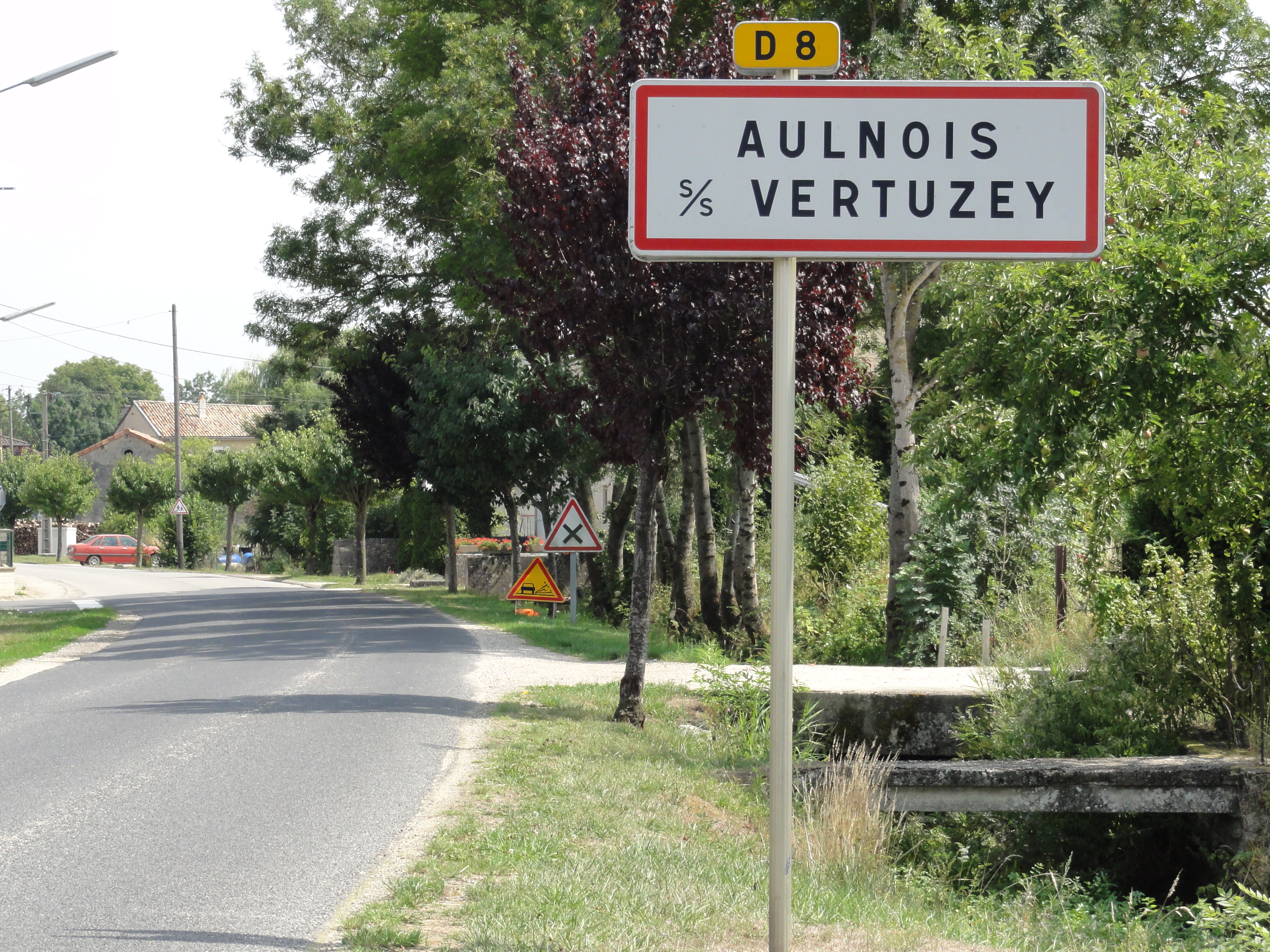
Entrée d'Aulnois-sous-Vertuzey.
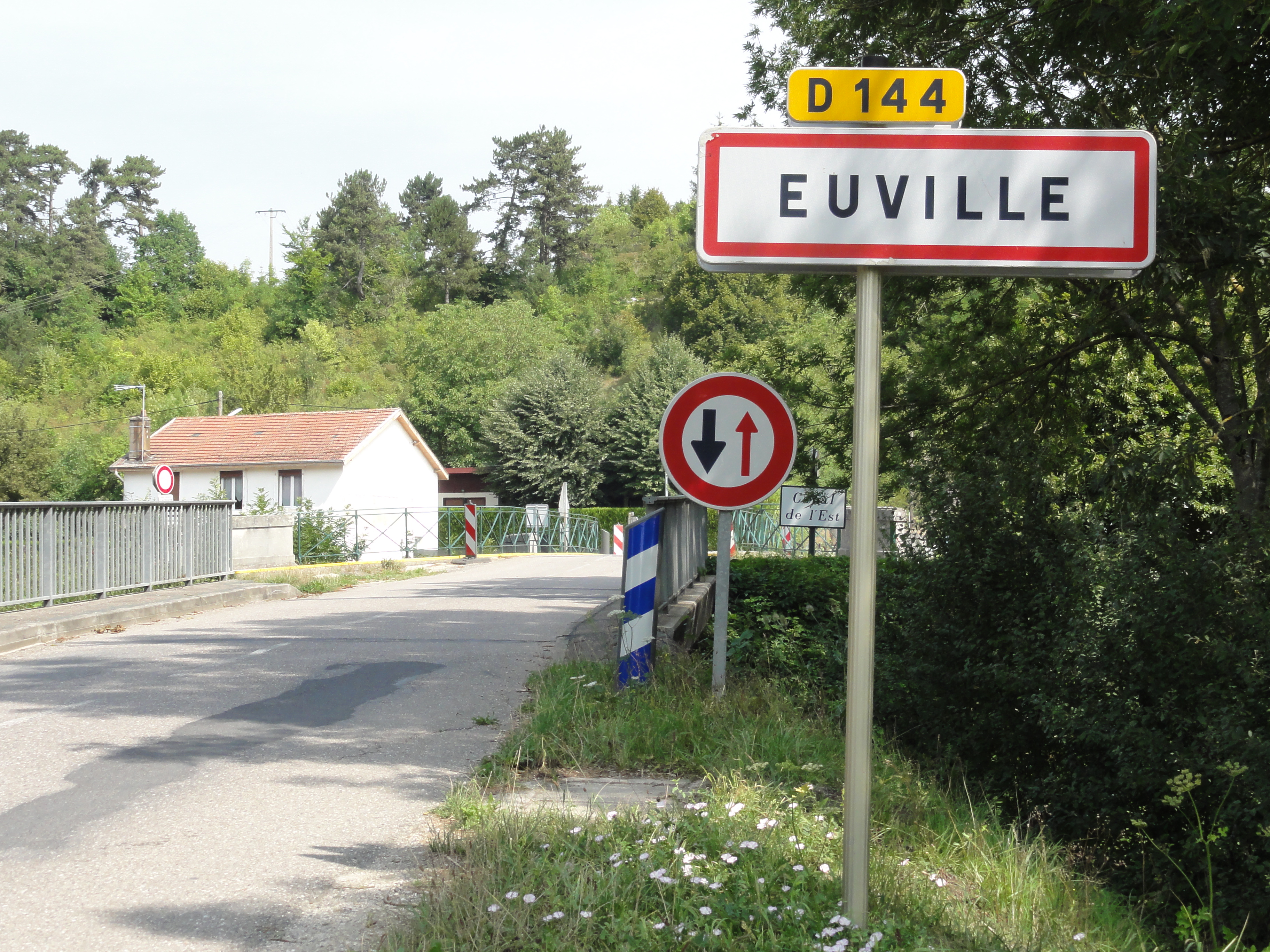
Entrée d'Euville.
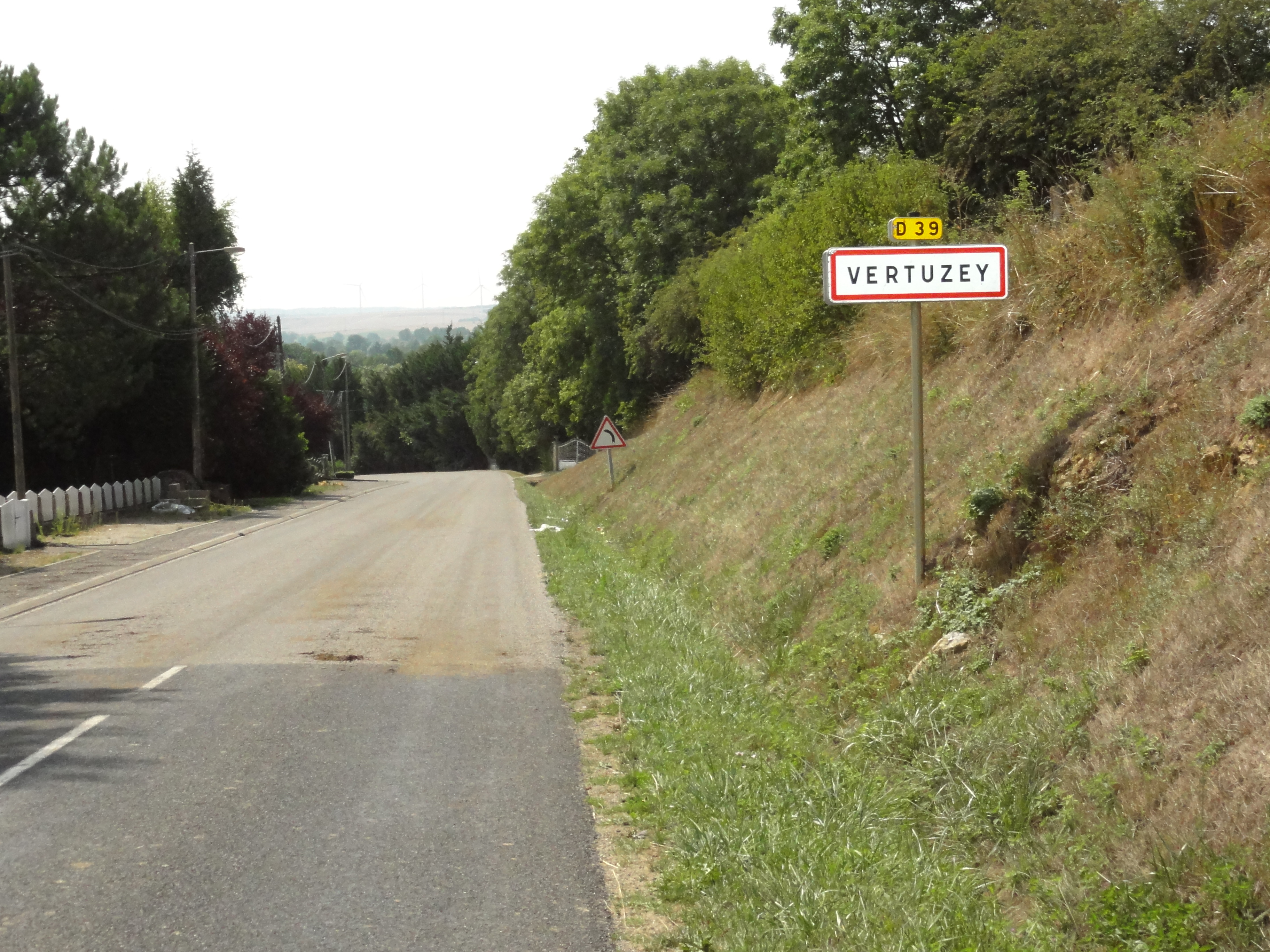
Entrée de Vertuzey.
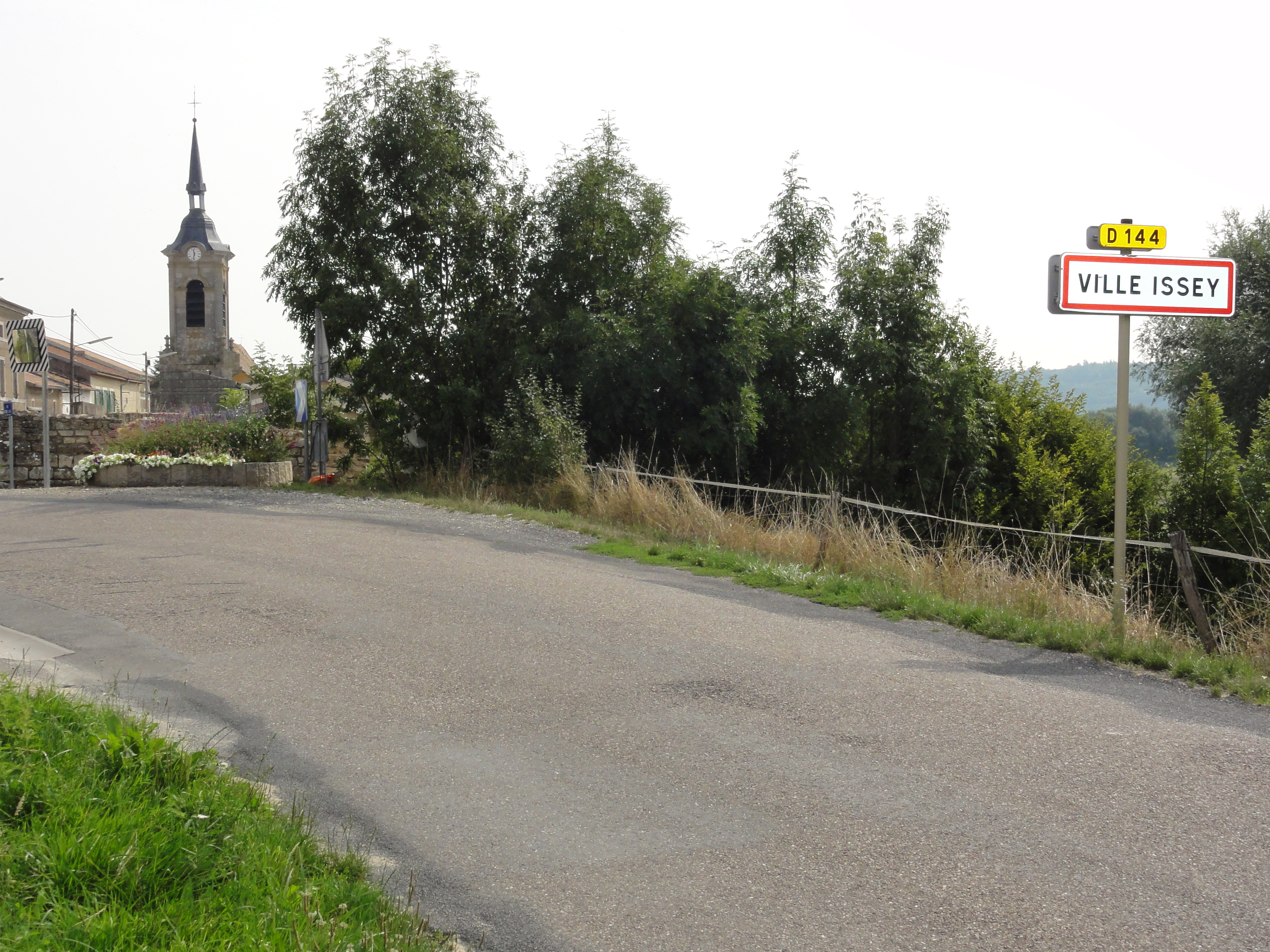
Entrée de Ville-Issey.

### Géologie
La ville est renommée pour la qualité de la pierre d'Euville, exploitée dans ses carrières. Cependant n'en sont pas issus, comme le prétend une légende persistante, les matériaux du socle de la statue de la Liberté à New York, qui est en fait constitué de béton et de granit provenant du Connecticut.

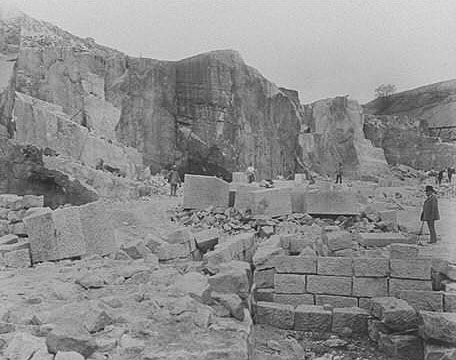
Carrière d'Euville (1889).

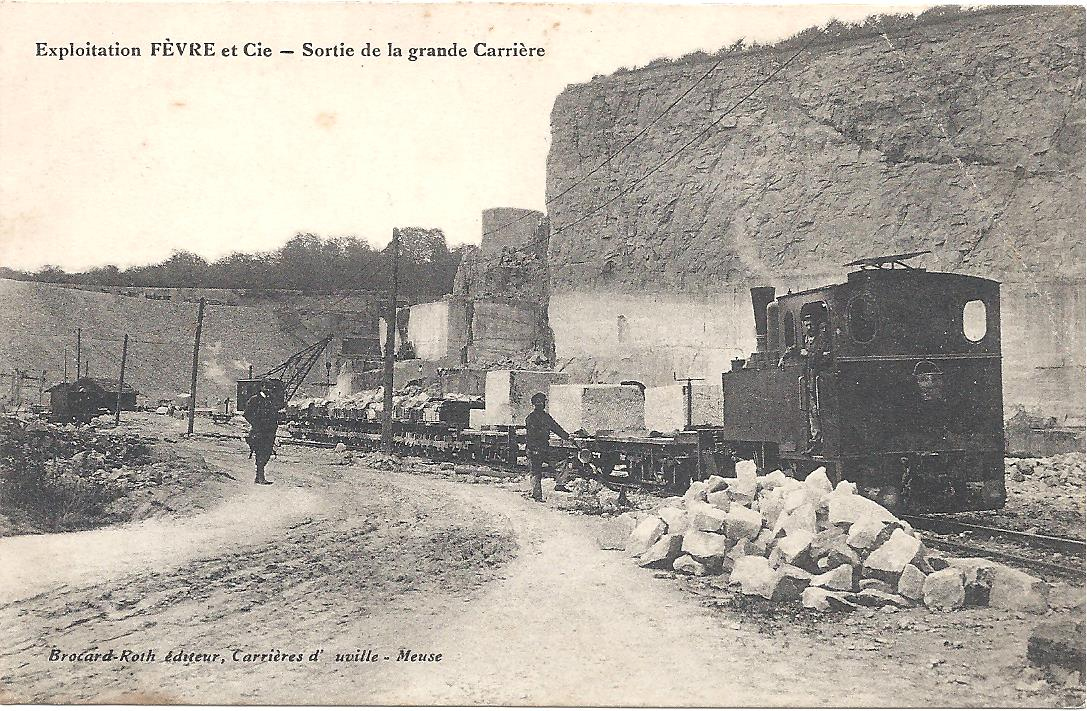
Carrières d' Euville (Meuse) Sortie de la grande Carrière (1901)

### Hydrographie
La commune est dans le bassin versant de la Meuse au sein du bassin Rhin-Meuse. Elle est drainée par la Meuse, le canal de l'Est Branche-Nord, le ruisseau le Faux, la Morte de Vertuzey, le ruisseau de Mohan, le ruisseau la Noue et le canal du Moulin,.
La Meuse, d'une longueur de 486 km dans sa partie française, est un fleuve européen qui prend sa source en France, dans la commune du Châtelet-sur-Meuse, à 409 mètres d'altitude, et se jette dans la mer du Nord après un cours long d'approximativement 950 kilomètres traversant la France, la Belgique et les Pays-Bas. Les caractéristiques hydrologiques de la Meuse sont données par la station hydrologique située sur la commune de Commercy. Le débit moyen mensuel est de 22,9 m3/s. Le débit moyen journalier maximum est de 473 m3/s, atteint lors de la crue du 31 décembre 2001. Le débit instantané maximal est quant à lui de 598 m3/s, atteint le même jour.
Le canal de l'Est Branche-Nord, d'une longueur de 141 km, est un chenal et un cours d'eau naturel navigable qui relie Givet à Troussey, où il rejoint le canal de la Marne au Rhin. 

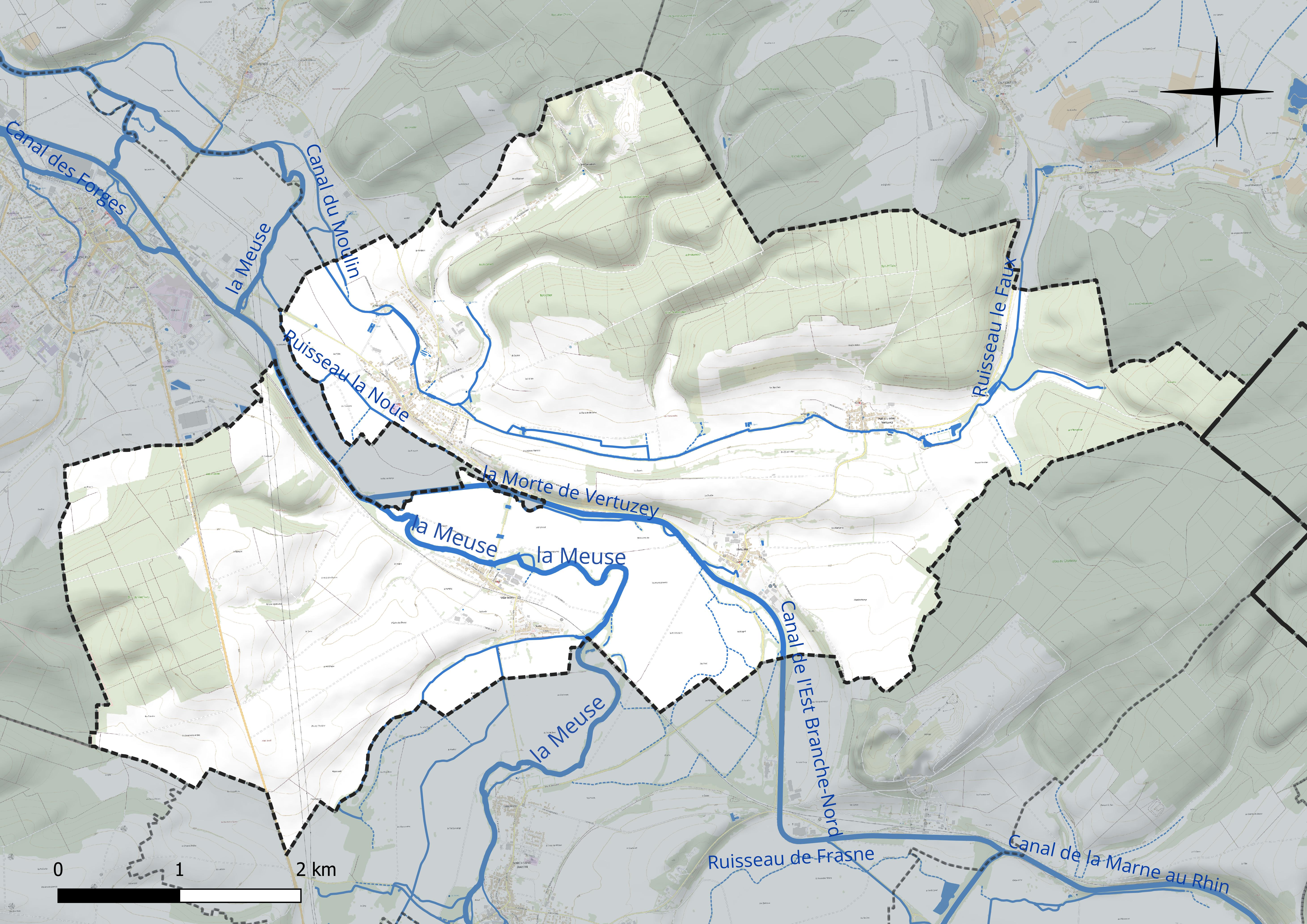
Réseau hydrographique d'Euville.

### Climat
Pour des articles plus généraux, voir Climat du Grand Est et Climat de la Meuse.
En 2010, le climat de la commune est de type climat des marges montargnardes, selon une étude du Centre national de la recherche scientifique s'appuyant sur une série de données couvrant la période 1971-2000. En 2020, Météo-France publie une typologie des climats de la France métropolitaine dans laquelle la commune est exposée à un climat océanique altéré et est dans la région climatique  Lorraine, plateau de Langres, Morvan, caractérisée par un hiver rude (1,5 °C), des vents modérés et des brouillards fréquents en automne et hiver. 
Pour la période 1971-2000, la température annuelle moyenne est de 9,6 °C, avec une amplitude thermique annuelle de 16,5 °C. Le cumul annuel moyen de précipitations est de 936 mm, avec 13,1 jours de précipitations en janvier et 9,1 jours en juillet. Pour la période 1991-2020, la température moyenne annuelle observée sur la station météorologique de Météo-France la plus proche, « Erneville aux Bois_sapc », sur la commune d'Erneville-aux-Bois à 16 km à vol d'oiseau, est de 9,9 °C et le cumul annuel moyen de précipitations est de 1 021,5 mm. 
La température maximale relevée sur cette station est de 39,4 °C, atteinte le 25 juillet 2019 ; la température minimale est de −24,2 °C, atteinte le 18 février 1956,,. 
Les paramètres climatiques de la commune ont été estimés pour le milieu du siècle (2041-2070) selon différents scénarios d'émission de gaz à effet de serre à partir des nouvelles projections climatiques de référence DRIAS-2020. Ils sont consultables sur un site dédié publié par Météo-France en novembre 2022.

## Urbanisme

### Typologie
Au 1er janvier 2024, Euville est catégorisée bourg rural, selon la nouvelle grille communale de densité à sept niveaux définie par l'Insee en 2022.
Elle est située hors unité urbaine. Par ailleurs la commune fait partie de l'aire d'attraction de Commercy, dont elle est une commune de la couronne,. Cette aire, qui regroupe 19 communes, est catégorisée dans les aires de moins de 50 000 habitants,.

### Occupation des sols
L'occupation des sols de la commune, telle qu'elle ressort de la base de données européenne d’occupation biophysique des sols Corine Land Cover (CLC), est marquée par l'importance des territoires agricoles (61,9 % en 2018), une proportion identique à celle de 1990 (61,9 %). La répartition détaillée en 2018 est la suivante : 
terres arables (40,4 %), forêts (32,6 %), prairies (17,4 %), zones agricoles hétérogènes (4,1 %), zones urbanisées (2,8 %), mines, décharges et chantiers (1,9 %), milieux à végétation arbustive et/ou herbacée (0,9 %). L'évolution de l’occupation des sols de la commune et de ses infrastructures peut être observée sur les différentes représentations cartographiques du territoire : la carte de Cassini (XVIIIe siècle), la carte d'état-major (1820-1866) et les cartes ou photos aériennes de l'IGN pour la période actuelle (1950 à aujourd'hui).

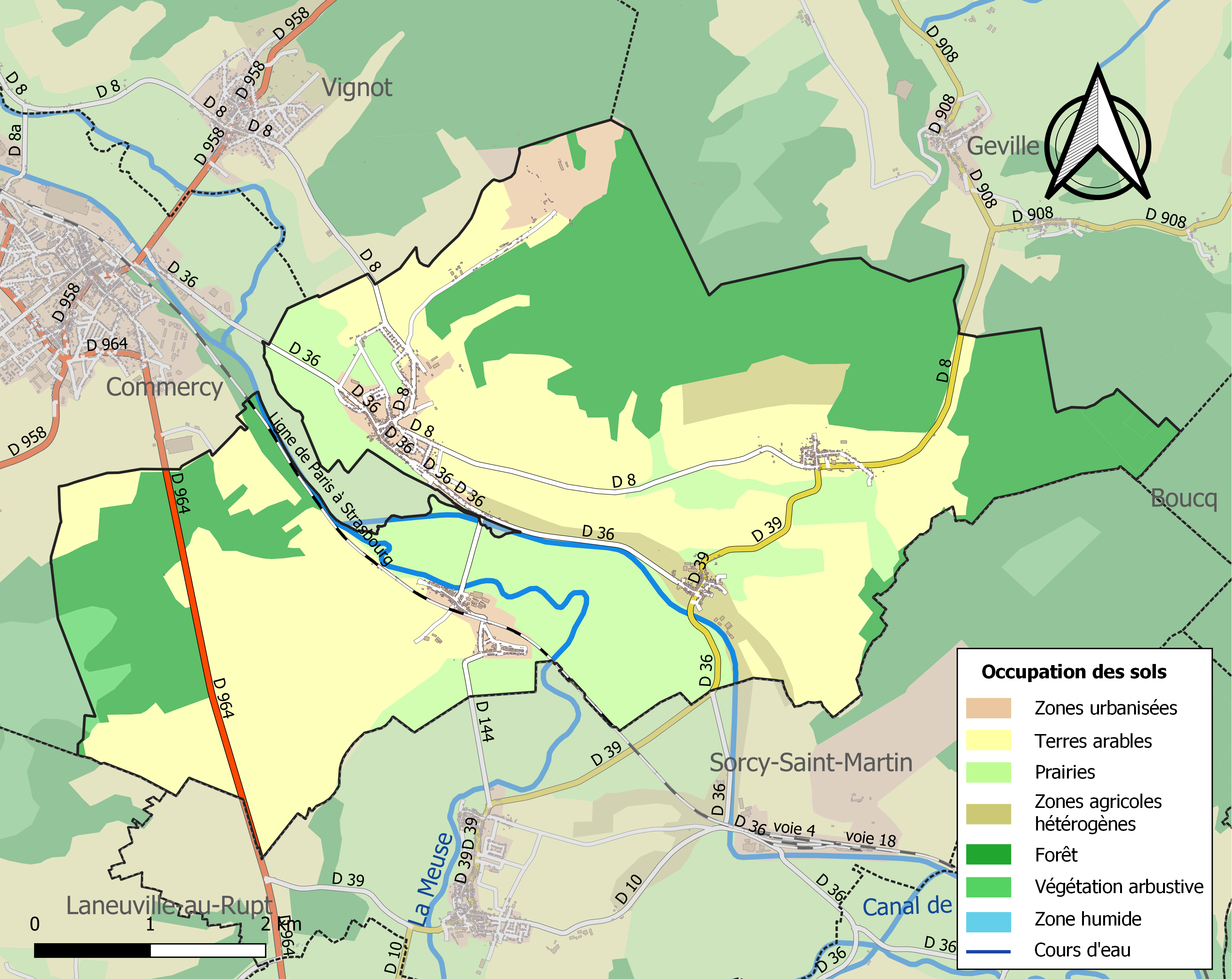
Carte des infrastructures et de l'occupation des sols de la commune en 2018 (CLC).

## Toponymie
Aulnois-sous-Vertuzey s'appelait auparavant Vassimont.

## Histoire
Les communes d'Aulnois-sous-Vertuzey (code INSEE : 55016), Vertuzey (code INSEE : 55548) et Ville-Issey (code INSEE : 55558) sont associées à Euville depuis 1973.

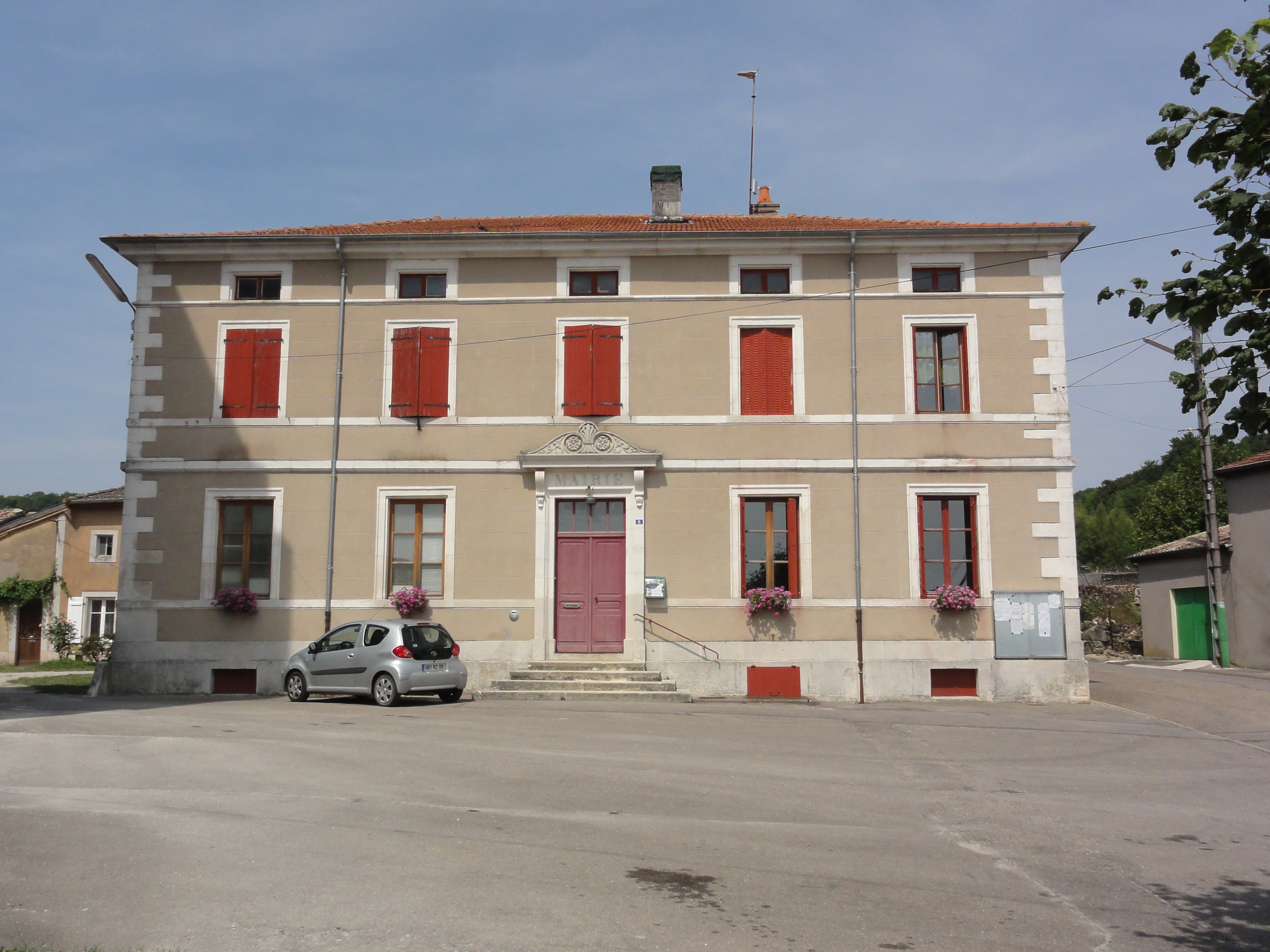
La mairie associée d'Aulnois-sous-Vertuzey.
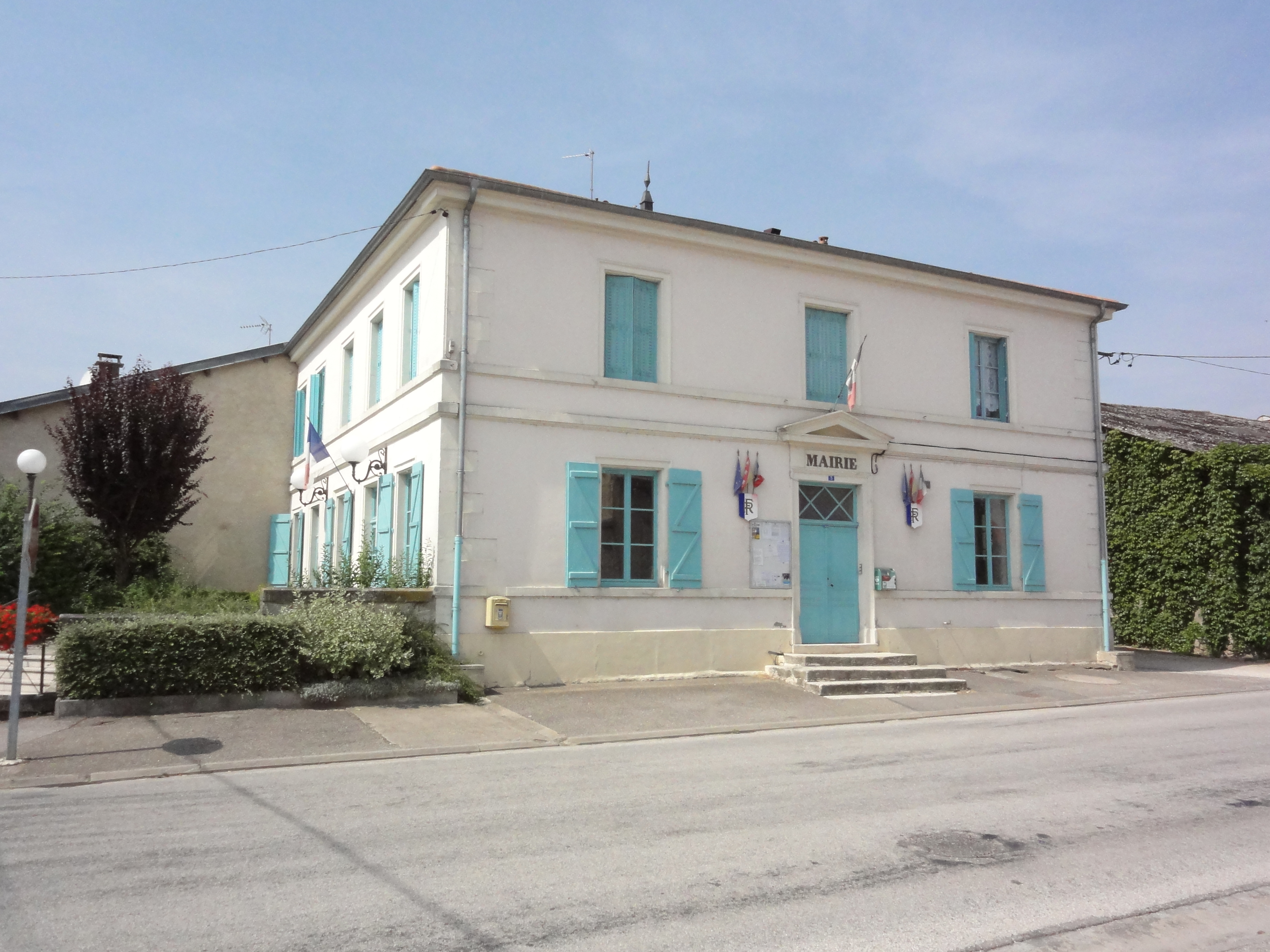
La mairie associée de Vertuzey.
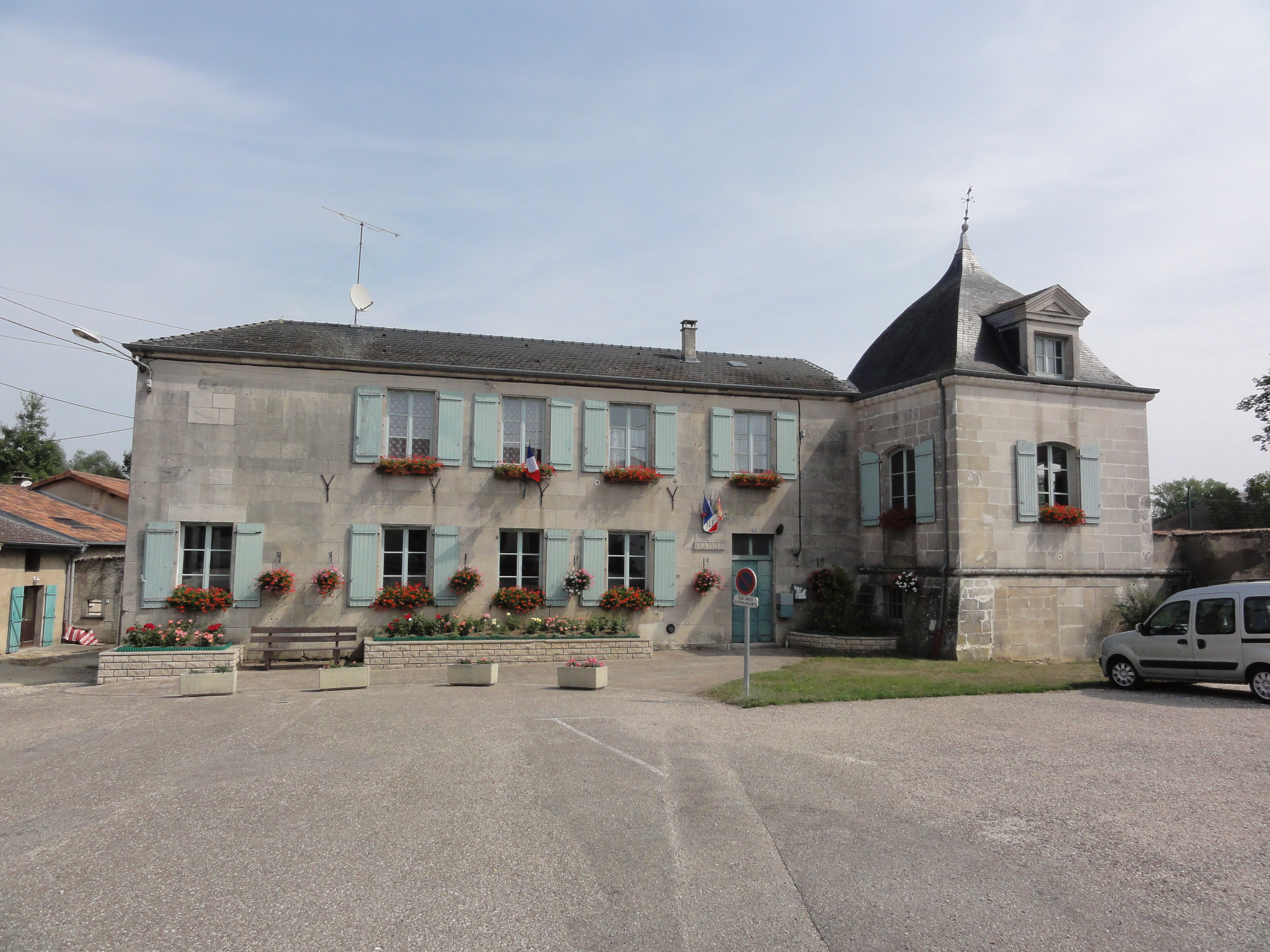
La mairie associée de Ville-Issey.

## Politique et administration

### Tendances politiques et résultats
La population euvilloise, à l'image de la population meusienne dans son ensemble, vote majoritairement à droite, et plus récemment à l'extrême droite.
|      | 1er         | 2e           | 3e           | 4e               | 5e           |
| ---- | ----------- | ------------ | ------------ | ---------------- | ------------ |
| 2019 | RN 37,50 %  | LREM 16,30 % | EÉLV 12,50 % | DLF 6,11 %       | LR 5,03 %    |
| 2014 | FN 34,85 %  | UMP 19,70 %  | PS 11,28 %   | UDI-MoDem 9,09 % | DLR 5,89 %   |
| 2009 | UMP 27,17 % | EÉ 14,07 %   | PS 13,87 %   | FN 10,21 %       | MoDem 9,63 % |
| 2004 | PS 22,18 %  | FN 20,70 %   | UMP 13,31 %  | UDF 11,46 %      | MPF 7,58 %   |

|      | 1er tour              | 1er tour              | 1er tour                | 1er tour                | 1er tour                   | 2d tour               | 2d tour               |
|      | 1er                   | 2e                    | 3e                      | 4e                      | 5e                         | 1er                   | 2e                    |
| ---- | --------------------- | --------------------- | ----------------------- | ----------------------- | -------------------------- | --------------------- | --------------------- |
| 2022 | Le Pen (RN) 38,56 %   | Macron (LREM) 23,17 % | Mélenchon (LFI) 12,95 % | Zemmour (REC) 9,15 %    | Pécresse (LR) 3,60 %       | Le Pen (RN) 58,08 %   | Macron (LREM) 41,92 % |
| 2017 | Le Pen (FN) 37,37 %   | Macron (EM) 17,99 %   | Fillon (LR) 16,50 %     | Mélenchon (LFI) 14,07 % | Dupont-Aignan (DLF) 4,75 % | Le Pen (FN) 54,33 %   | Macron (EM) 45,67 %   |
| 2012 | Sarkozy (UMP) 29,04 % | Le Pen (FN) 25,19 %   | Hollande (PS) 22,27 %   | Mélenchon (PG) 8,55 %   | Bayrou (MoDem) 8,08 %      | Sarkozy (UMP) 56,86 % | Hollande (PS) 43,14 % |
| 2007 | Sarkozy (UMP) 31,07 % | Le Pen (FN) 20,65 %   | Royal (PS) 20,29 %      | Bayrou (UDF) 13,77 %    | Besancenot (LCR) 3,44 %    | Sarkozy (UMP) 58,97 % | Royal (PS) 41,03 %    |
| 2002 | Le Pen (FN) 24,74 %   | Chirac (RPR) 16,10 %  | Jospin (PS) 12,84 %     | Bayrou (UDF) 7,82 %     | Laguiller (LO) 7,12 %      | Chirac (RPR) 74,80 %  | Le Pen (FN) 25,20 %   |

### Liste des maires
| Période                                  | Période  | Identité                                     | Étiquette | Qualité |
| ---------------------------------------- | -------- | -------------------------------------------- | --------- | ------- |
| Les données manquantes sont à compléter. |          |                                              |           |         |
| avant 1981                               | ?        | Marie-Louise Vannière                        | DVG       |         |
| mars 2001                                | En cours | Alain Ferioli Réélu pour le mandat 2020-2026 | DVD       |         |

## Population et société

### Démographie
L'évolution du nombre d'habitants est connue à travers les recensements de la population effectués dans la commune depuis 1793. Pour les communes de moins de 10 000 habitants, une enquête de recensement portant sur toute la population est réalisée tous les cinq ans, les populations de référence des années intermédiaires étant quant à elles estimées par interpolation ou extrapolation. Pour la commune, le premier recensement exhaustif entrant dans le cadre du nouveau dispositif a été réalisé en 2005.

En 2022, la commune comptait 1 635 habitants, en évolution de −2,27 % par rapport à 2016 (Meuse : −4,4 %, France hors Mayotte : +2,11 %).
| 1793 | 1800 | 1806 | 1821 | 1831 | 1836 | 1841 | 1846 | 1851 |
| ---- | ---- | ---- | ---- | ---- | ---- | ---- | ---- | ---- |
| 482  | 523  | 556  | 534  | 596  | 606  | 633  | 583  | 567  |

| 1856 | 1861 | 1866 | 1872 | 1876 | 1881 | 1886 | 1891 | 1896  |
| ---- | ---- | ---- | ---- | ---- | ---- | ---- | ---- | ----- |
| 525  | 512  | 552  | 463  | 555  | 718  | 814  | 932  | 1 101 |

| 1901  | 1906  | 1911  | 1921 | 1926  | 1931  | 1936 | 1946 | 1954 |
| ----- | ----- | ----- | ---- | ----- | ----- | ---- | ---- | ---- |
| 1 125 | 1 331 | 1 253 | 956  | 1 082 | 1 094 | 906  | 794  | 820  |

| 1962 | 1968 | 1975  | 1982  | 1990  | 1999  | 2005  | 2006  | 2010  |
| ---- | ---- | ----- | ----- | ----- | ----- | ----- | ----- | ----- |
| 830  | 757  | 1 423 | 1 423 | 1 437 | 1 420 | 1 633 | 1 649 | 1 707 |

| 2015  | 2020  | 2022  | - | - | - | - | - | - |
| ----- | ----- | ----- | - | - | - | - | - | - |
| 1 681 | 1 644 | 1 635 | - | - | - | - | - | - |

## Culture locale et patrimoine

### Lieux et monuments

#### Les églises
- L'église Saint-Pierre-et-Saint-Paul a deux clochers. Elle fut bâtie entre 1890 et 1892 dans un style éclectique médiéval. L'architecte est Verneau, de Commercy, assisté de Médart, de Verdun. Les sculptures extérieures ont été réalisées par Léon Régnier, les sculptures intérieures par Léon Dommange. Les vitraux sont dus à Champigneulle, et le mobilier exécuté par l'atelier Vallin. Elle est inscrite au titre des monuments historiques depuis le 26 juin 1997[29].
- L'église Saint-Gorgon à Vertuzey, qui date du XIVe siècle, fait l’objet d’un classement au titre des monuments historiques depuis le 2 août 1999[30].
- L'église Saint-Pierre à Ville-Issey inscrite au titre des monuments historiques depuis le 26 juin 1997[31].
- L'église Saint-Sébastien à Aulnois-sous-Vertuzey, XVIe siècle.

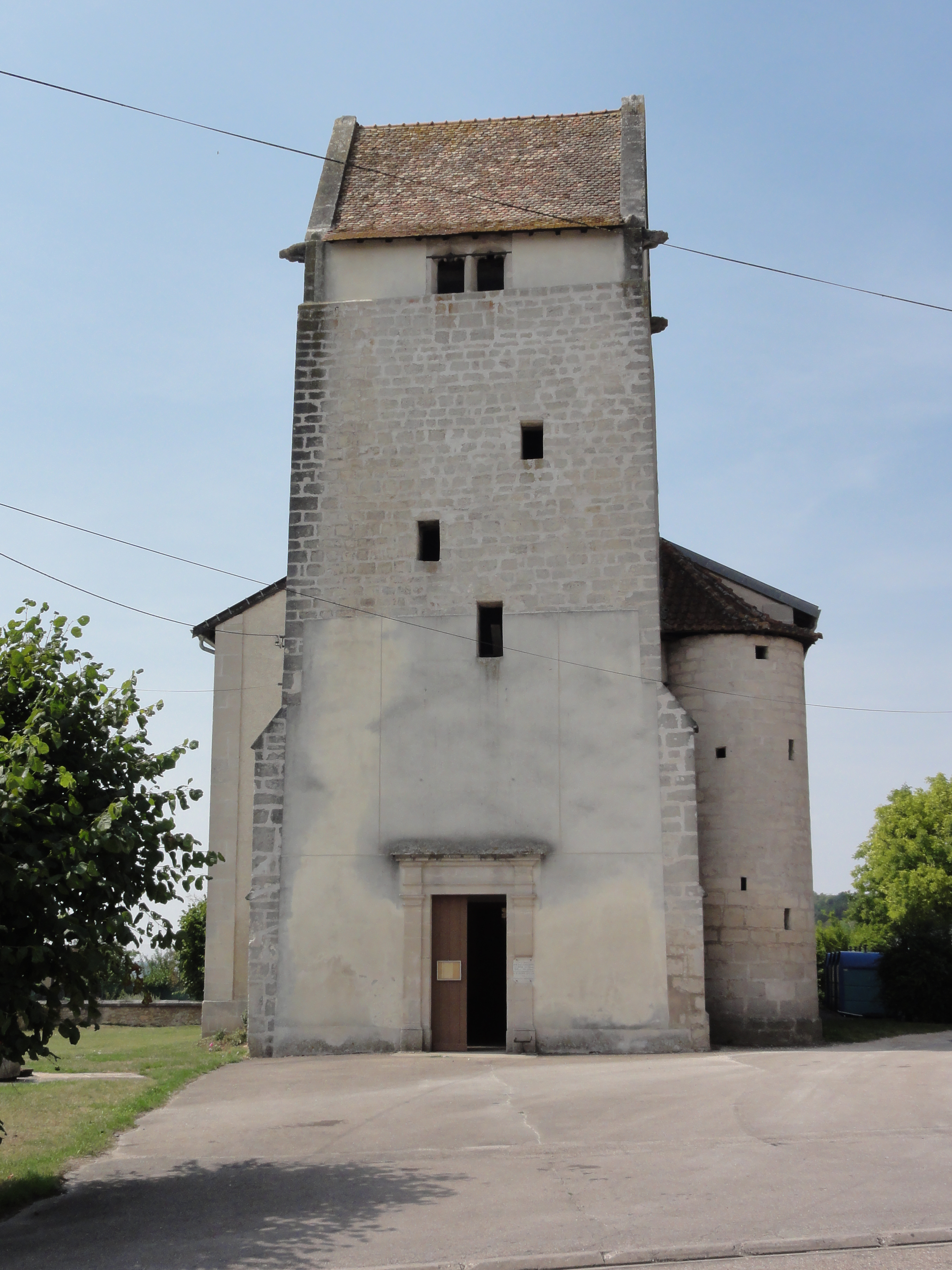
Église Saint-Sébastien d'Aulnois-sous-Vertuzey.
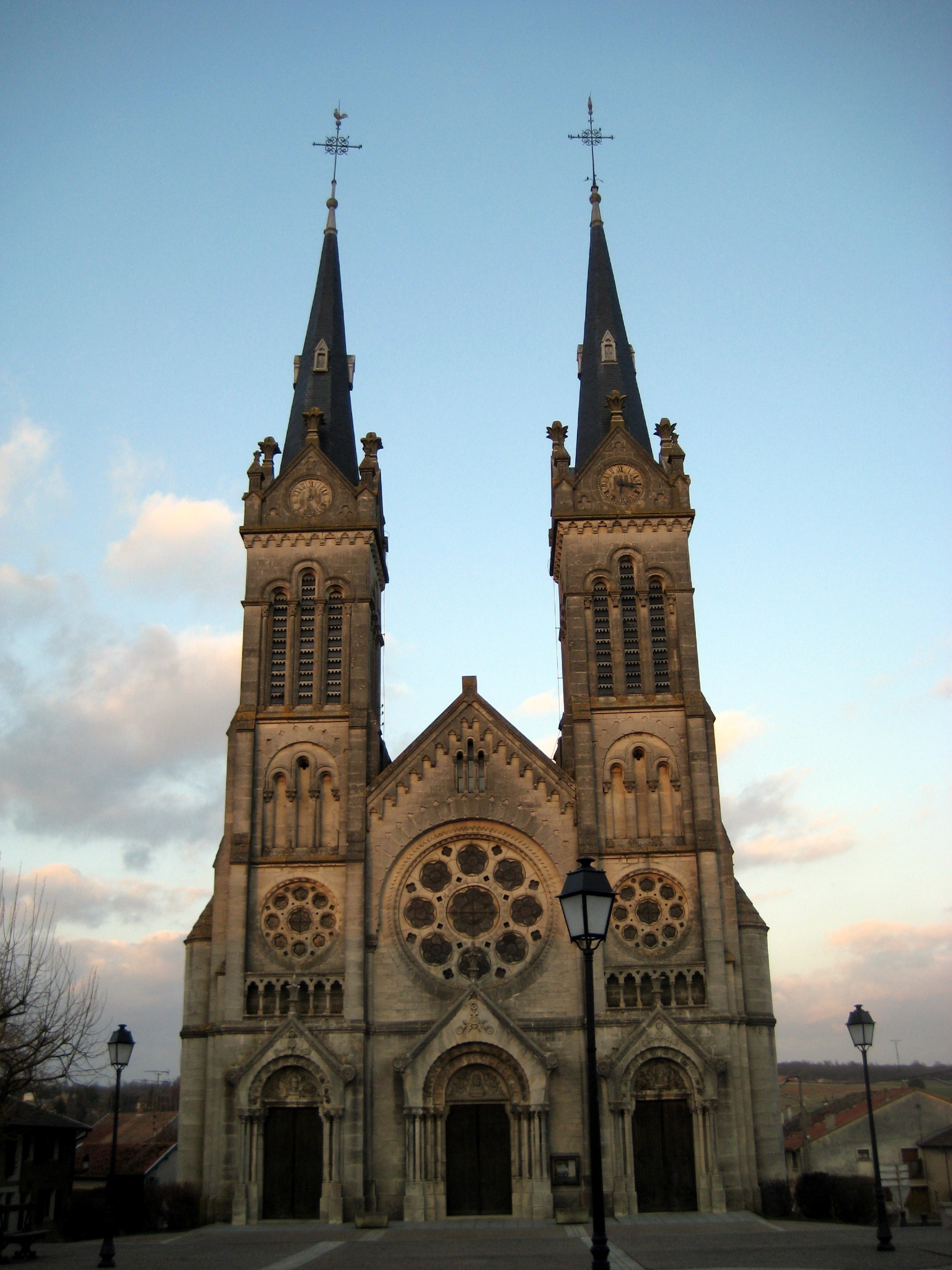
L'église Saint-Pierre-et-Saint-Paul d'Euville.
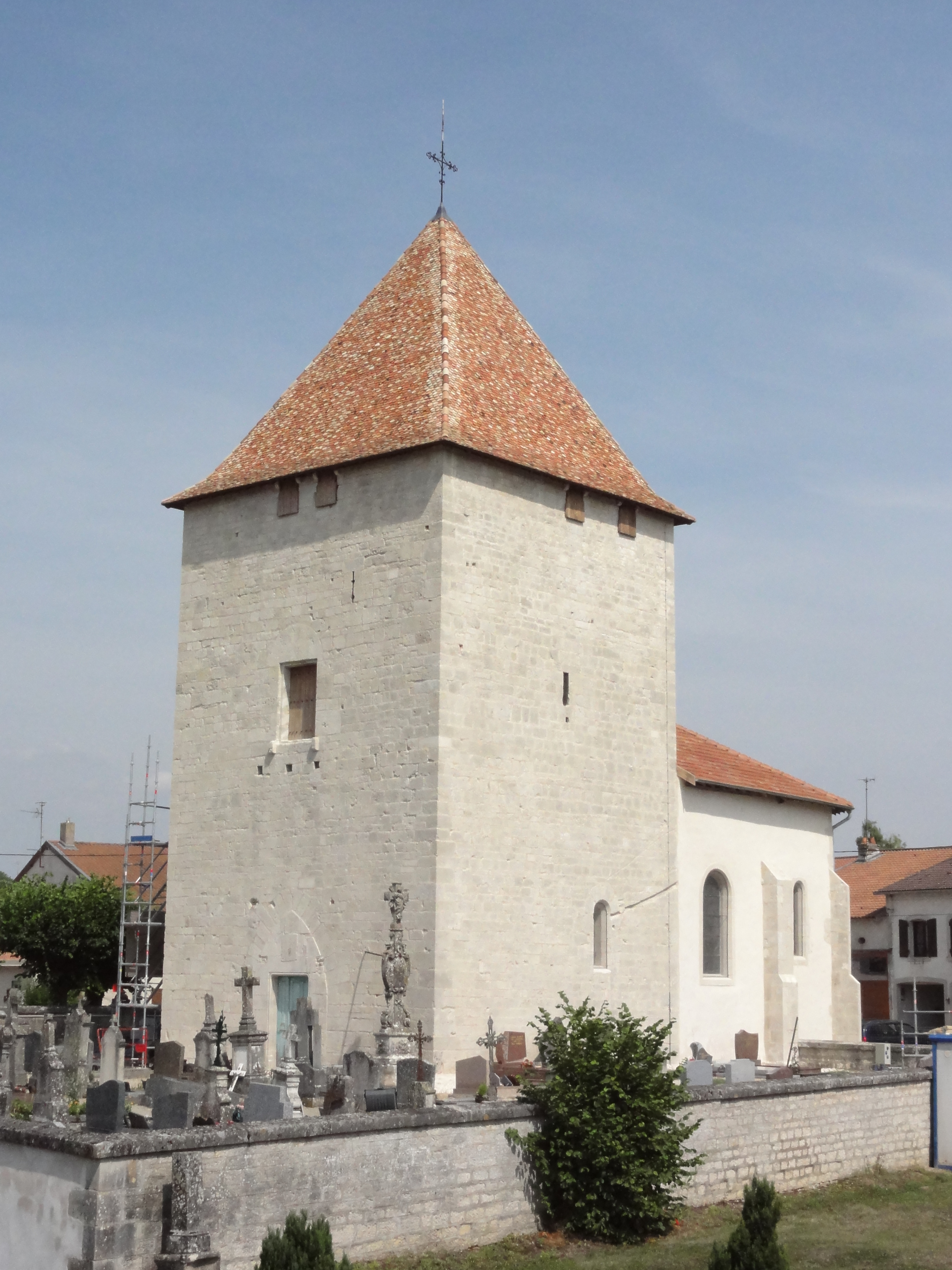
Euville. L'église Saint-Gorgon de Vertuzey.
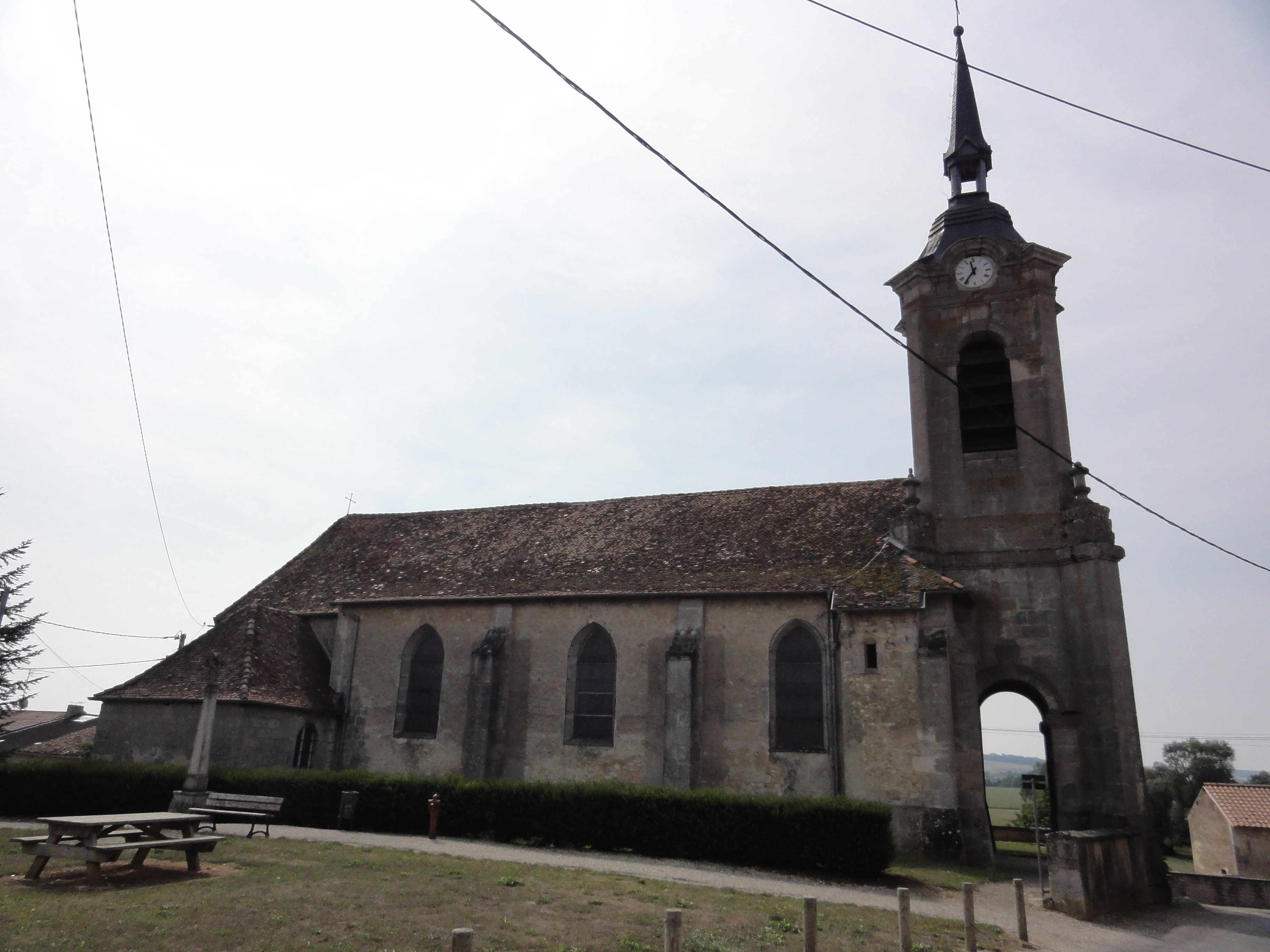
L'église Saint-Pierre de Ville-Issey.

#### Monuments aux morts
- Chaque village a son monument aux morts. En plus, il y a une plaque commémorative dans l'église d'Aulnois-sous-Vertuzey.

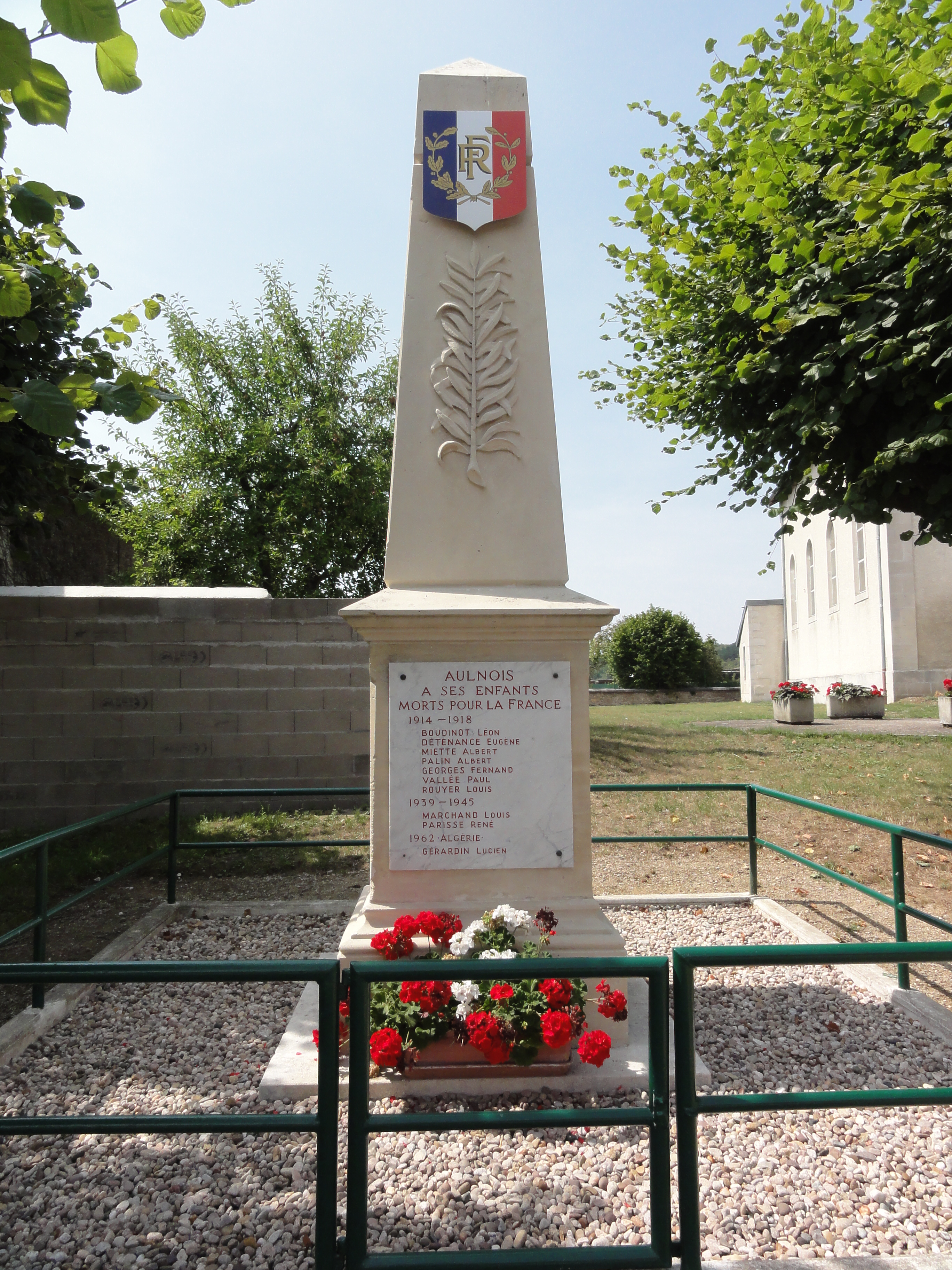
Monument aux morts d'Aulnois-sous-Vertuzey.
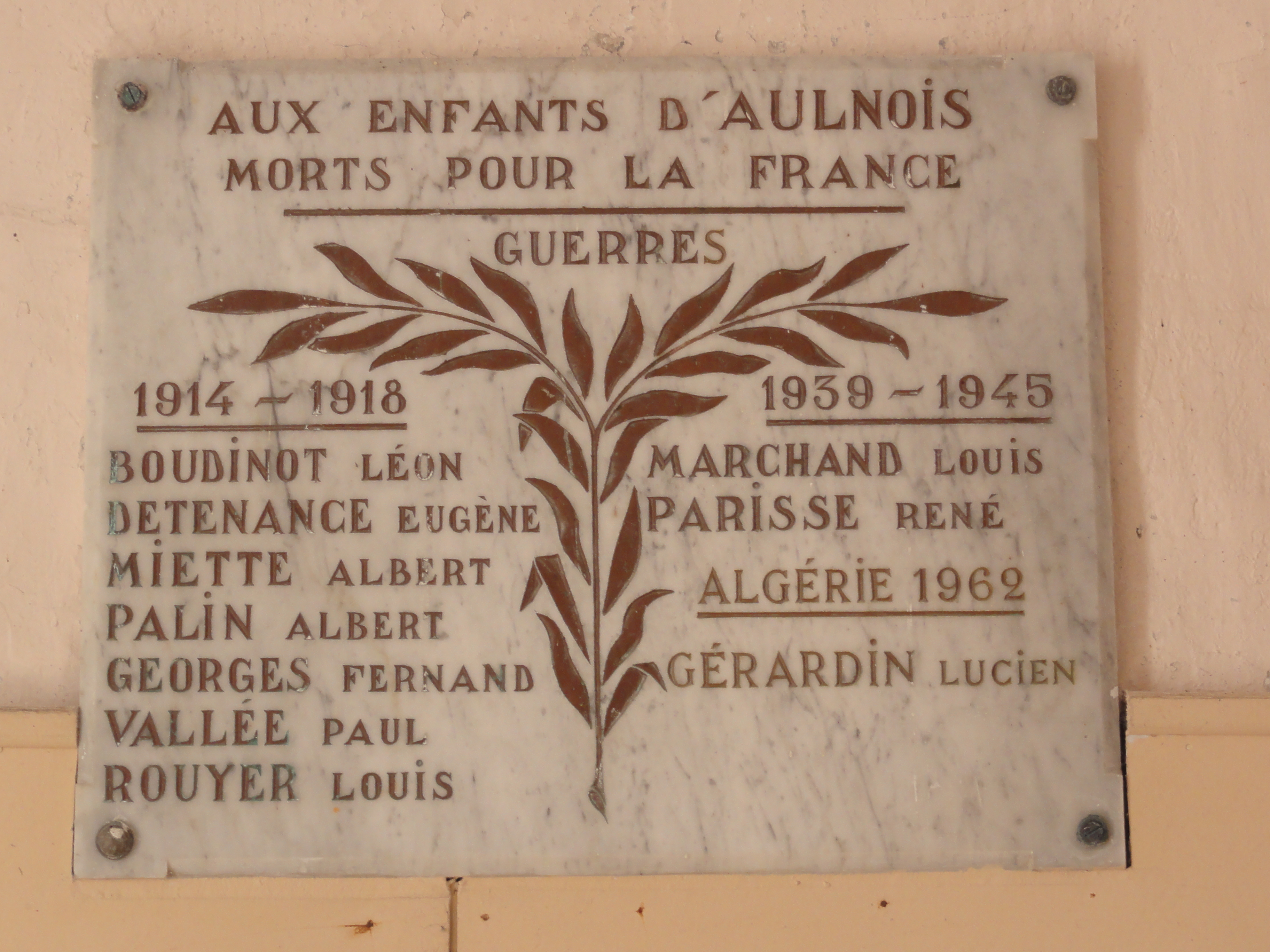
Plaque dans l'église d'Aulnois-sous-Vertuzey.
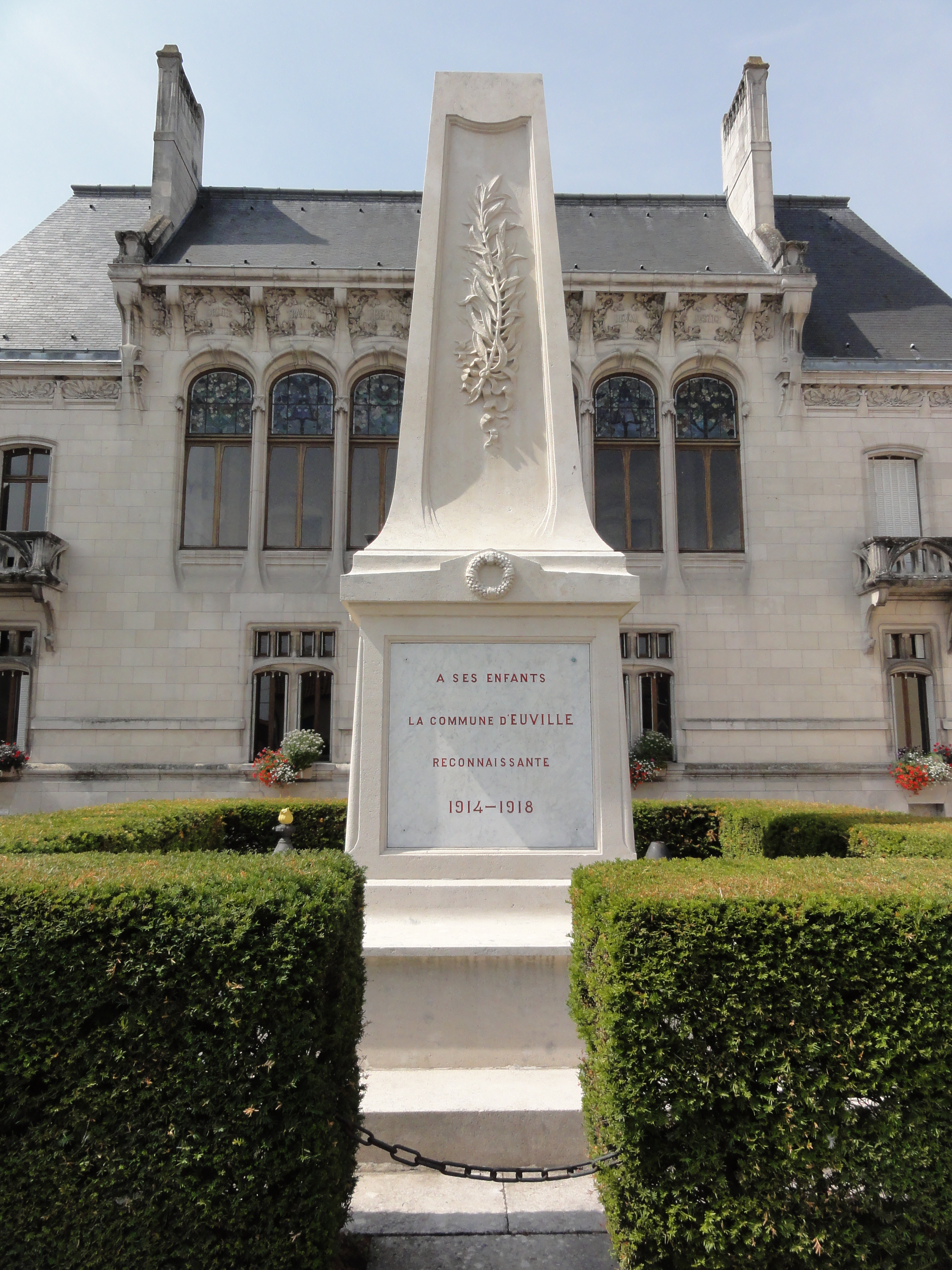
Monument aux morts d'Euville.
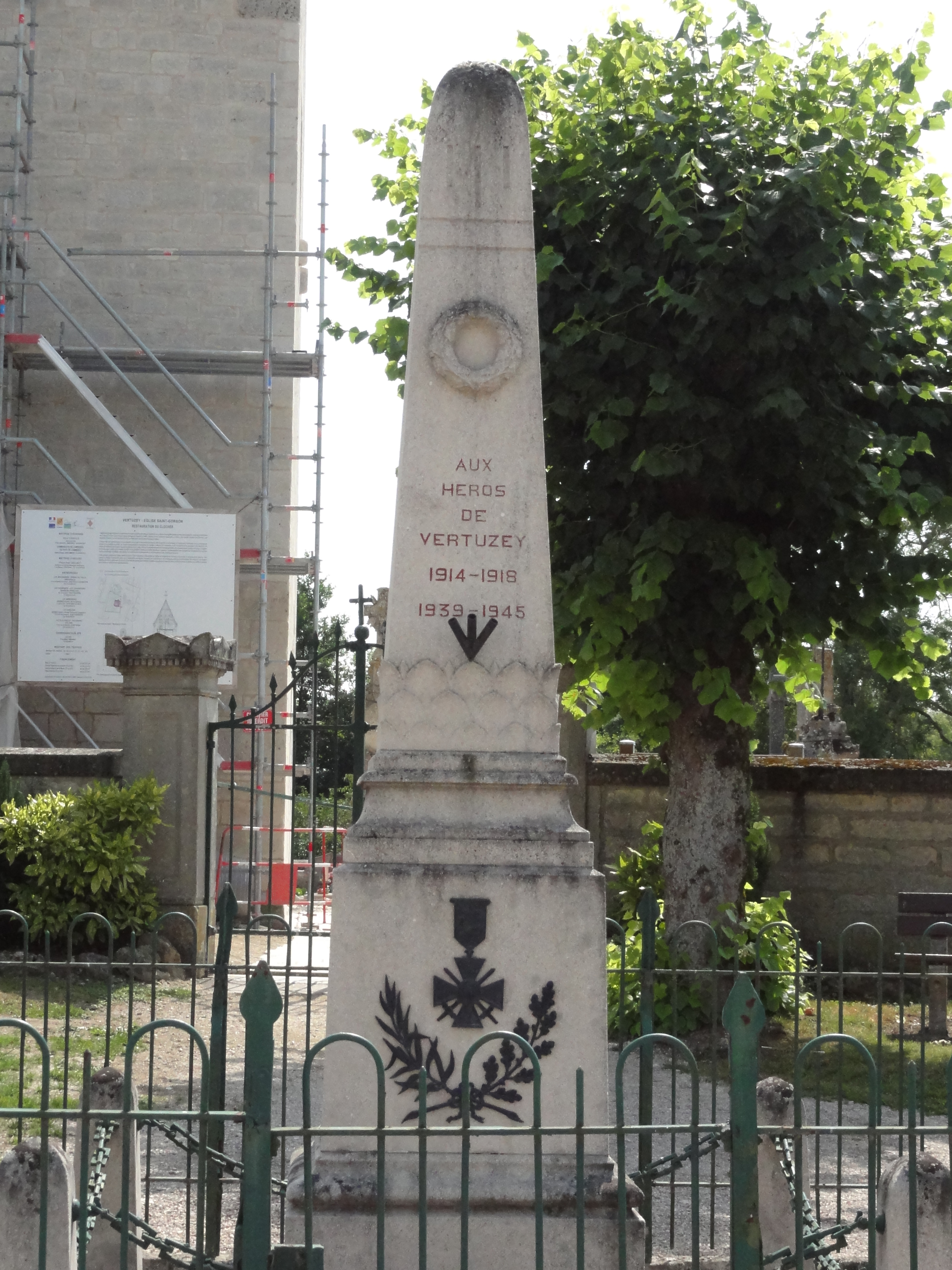
Monument aux morts de Vertuzey.
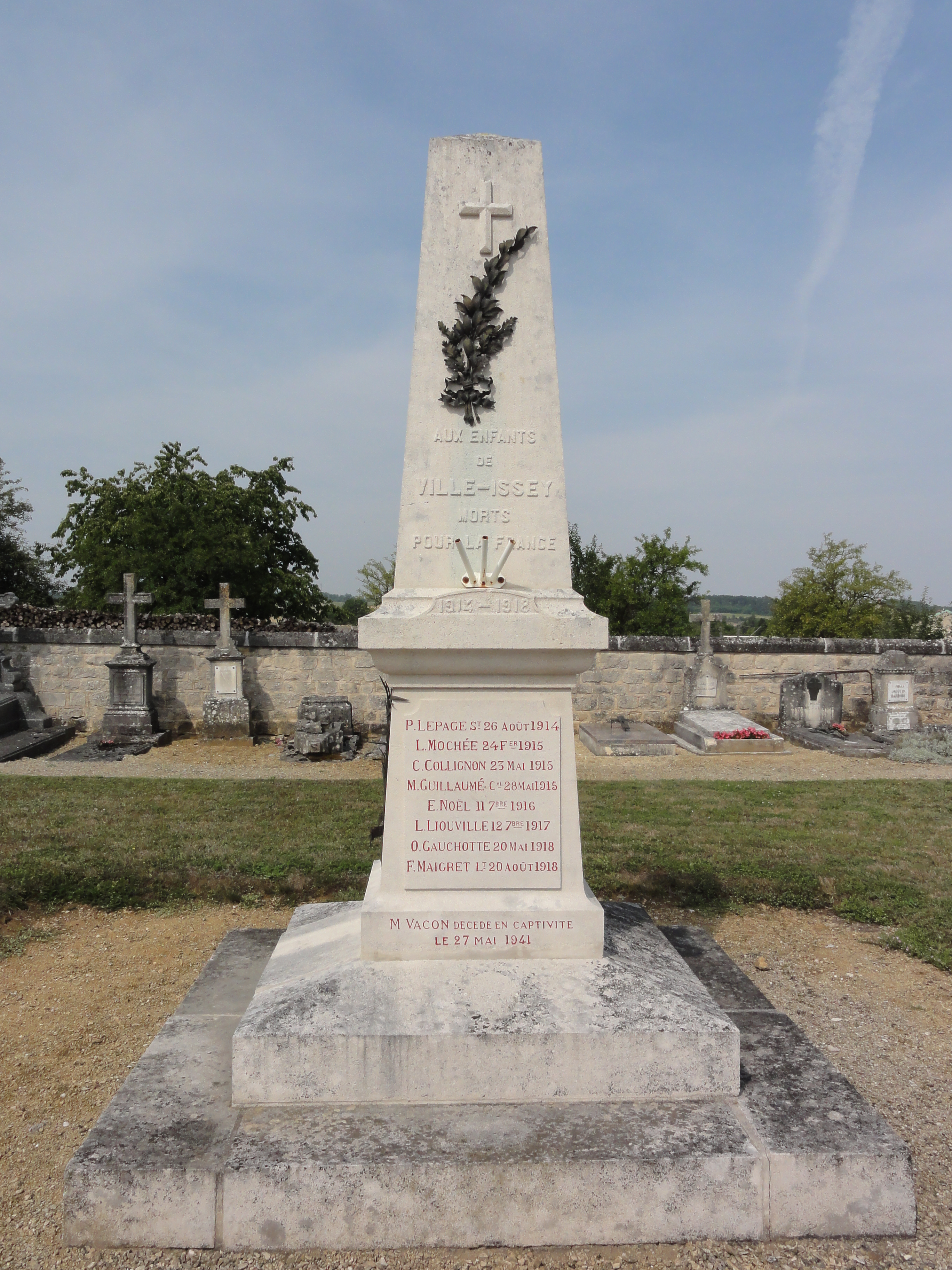
Monument aux morts de Ville-Issey.

#### Autres monuments
- La mairie d'Euville est de style Art nouveau (École de Nancy : Vallin, Majorelle, Champigneulle et Gruber). Elle fait l'objet d’un classement au titre des monuments historiques depuis le 26 mai 1992[32].
- Le bâtiment de La Malterie, 2 chemin du Moulin, où se trouvait un moulin à eau, provient de l'abbaye de Rangéval (aile ouest) démantelée à la Révolution (1791).
- Le bâtiment de l'école Sainte-Marie à Ville-Issey, ancienne école des filles, maintenant maison d'habitation.

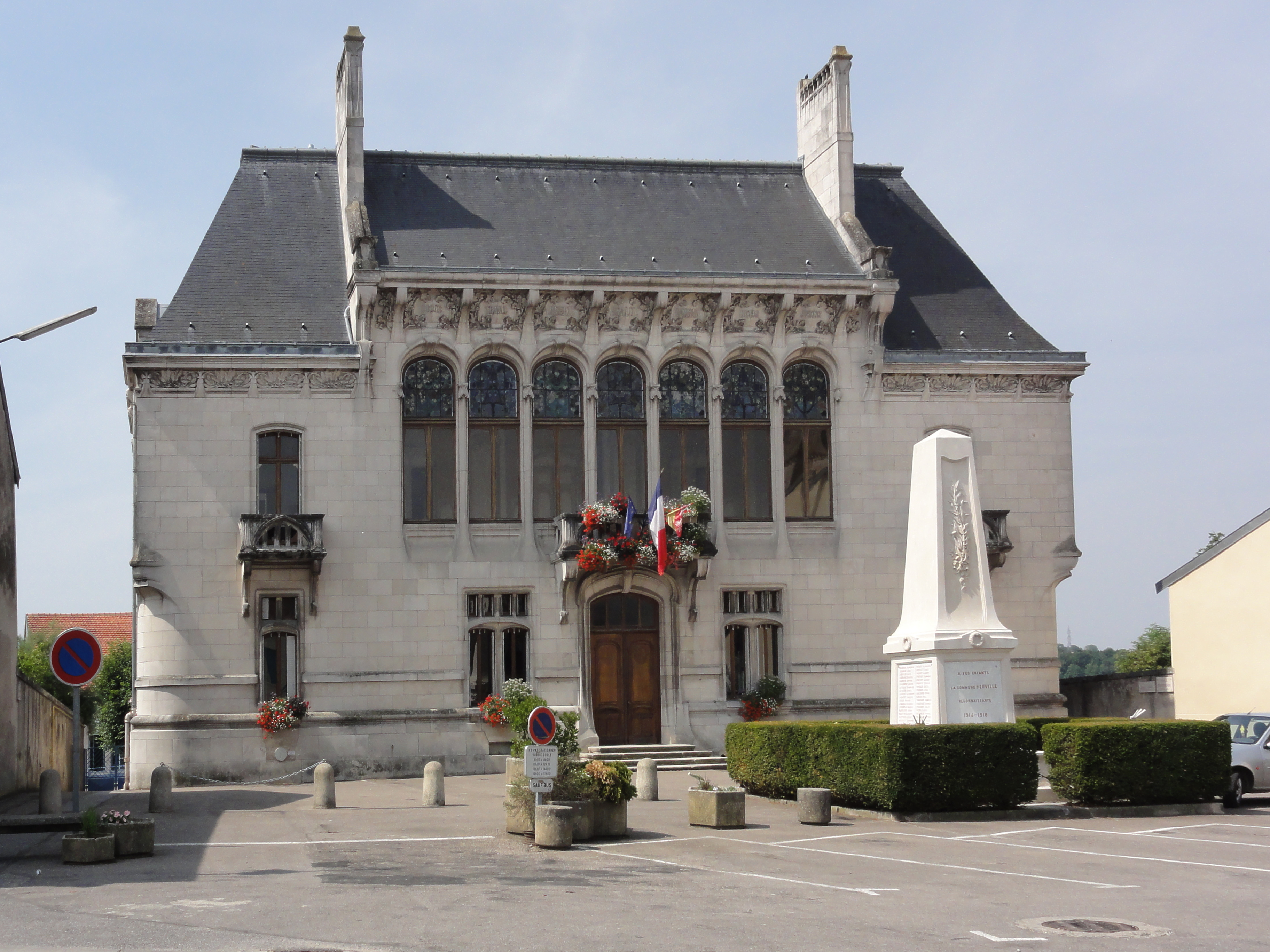
La mairie d'Euville.
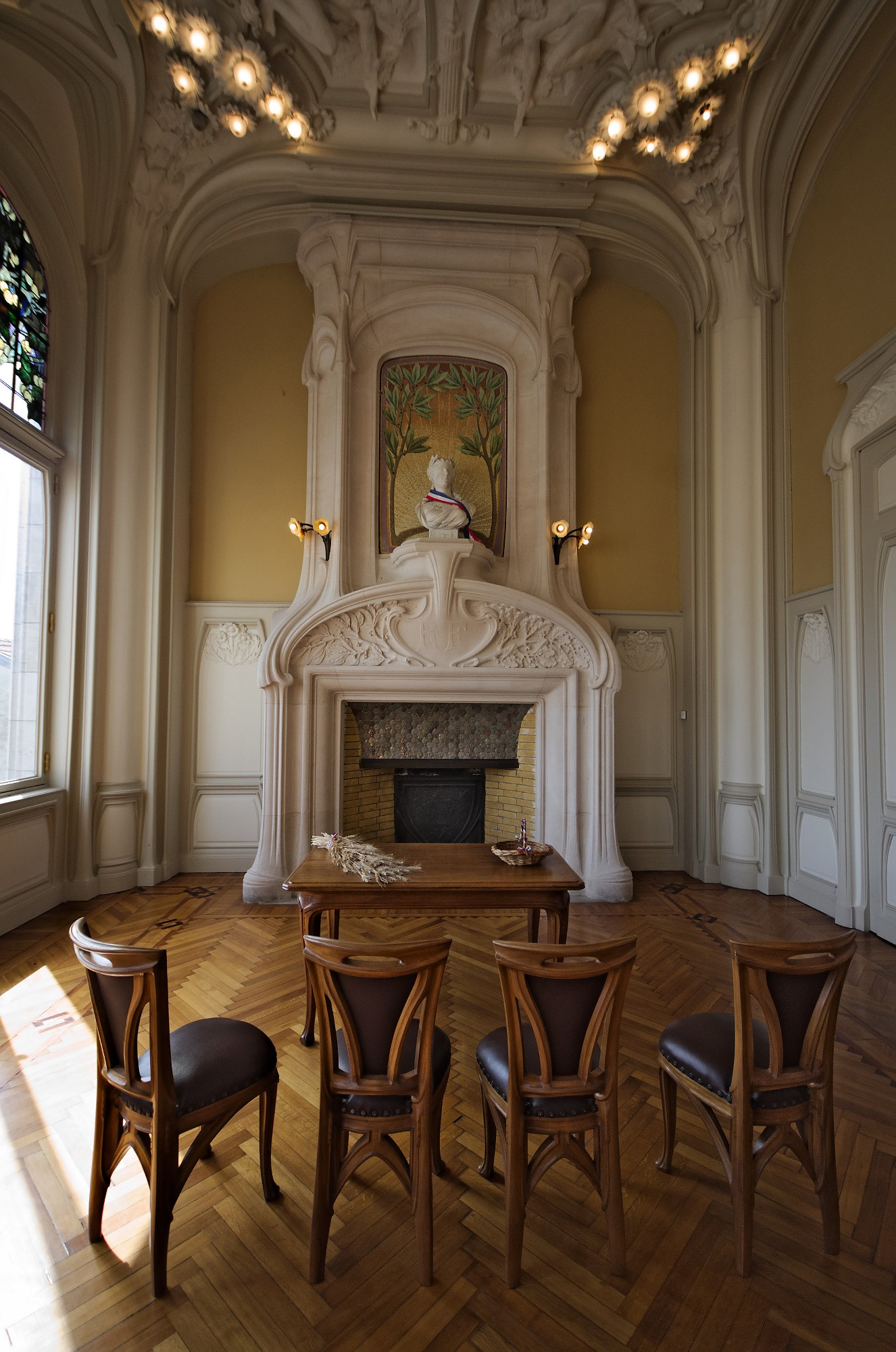
Une salle de la mairie d'Euville.
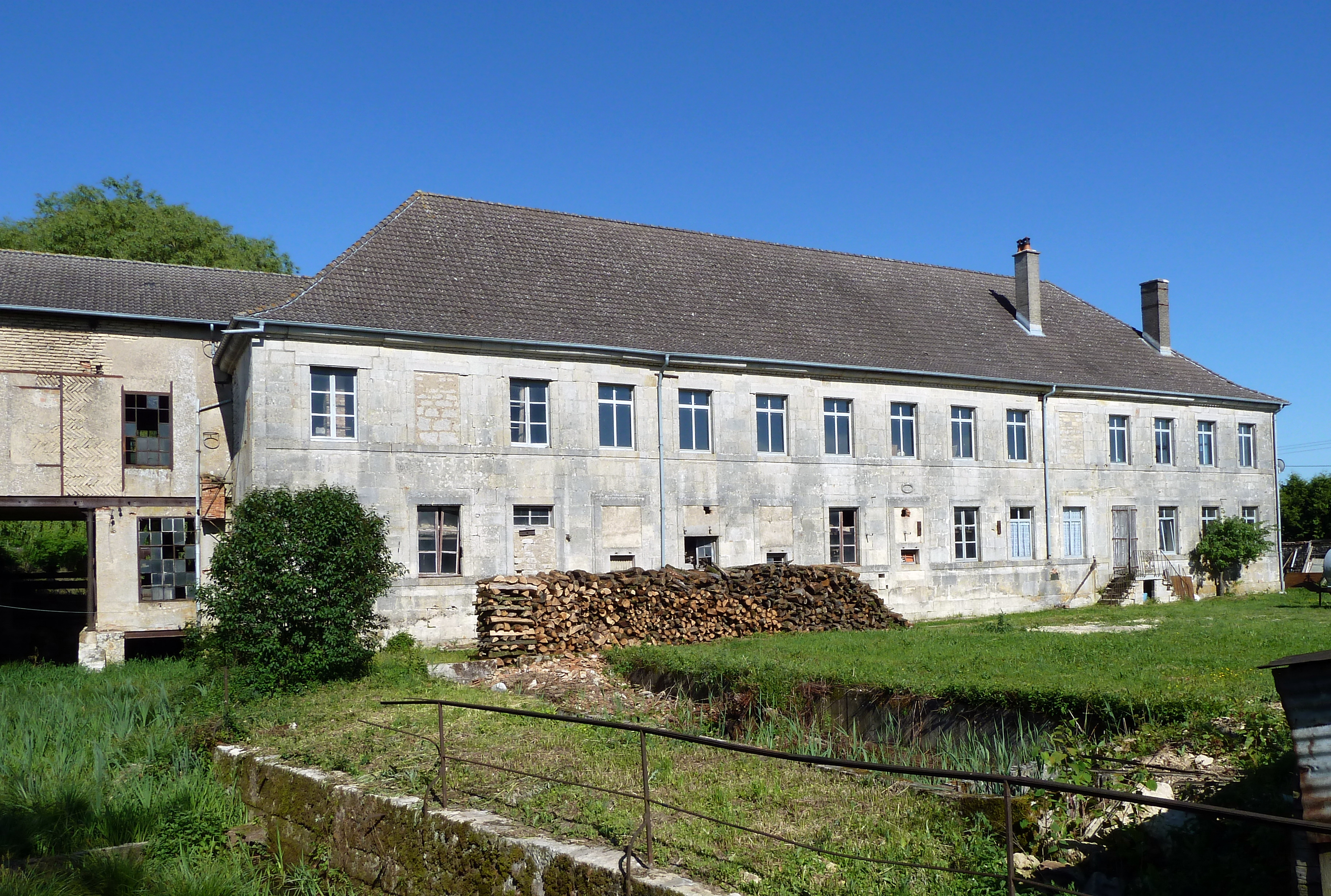
La malterie à Euville.
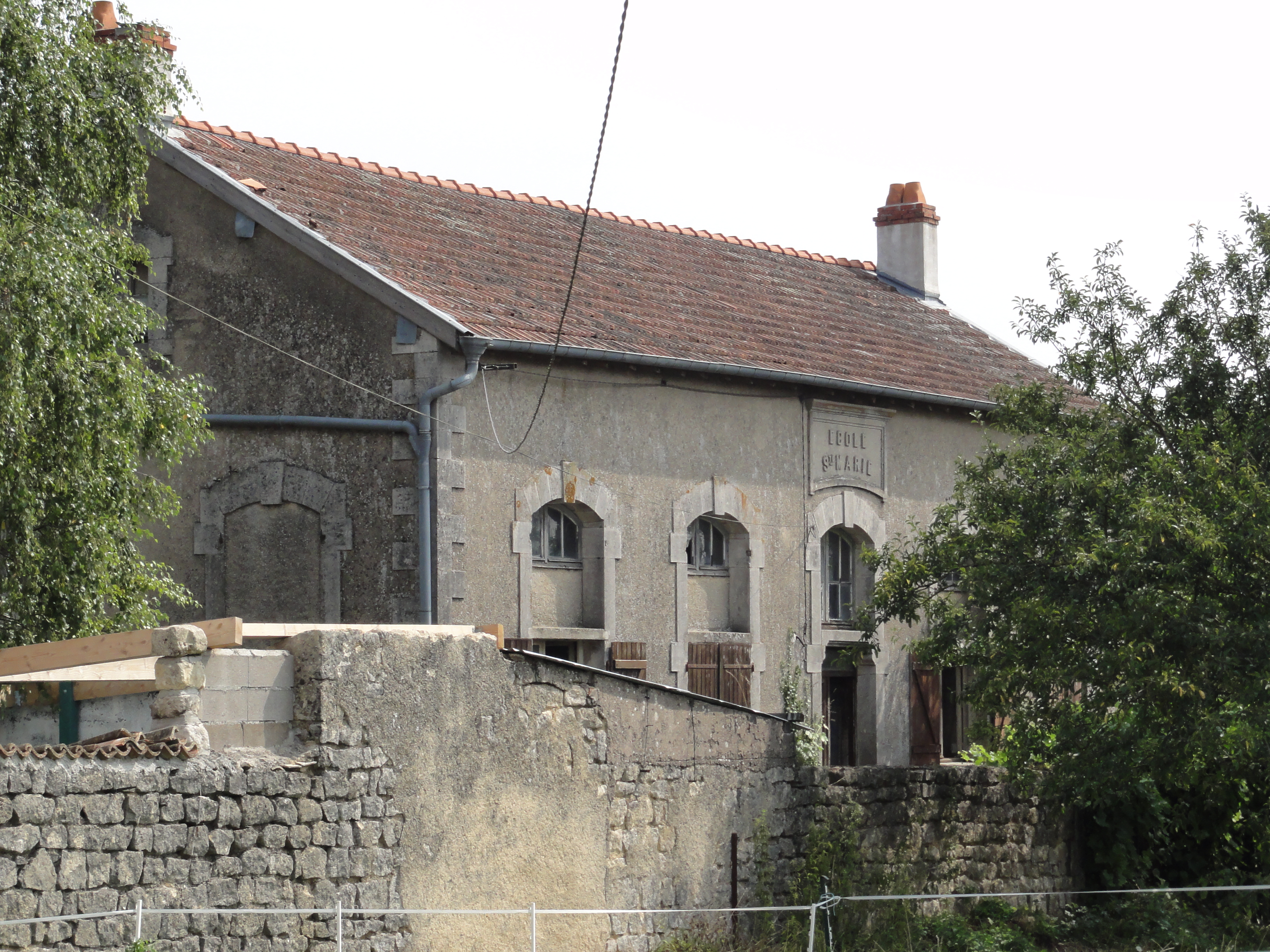
École Sainte Marie à Ville-Issey.

#### Petit patrimoine
Croix sculptées sur colonnes.

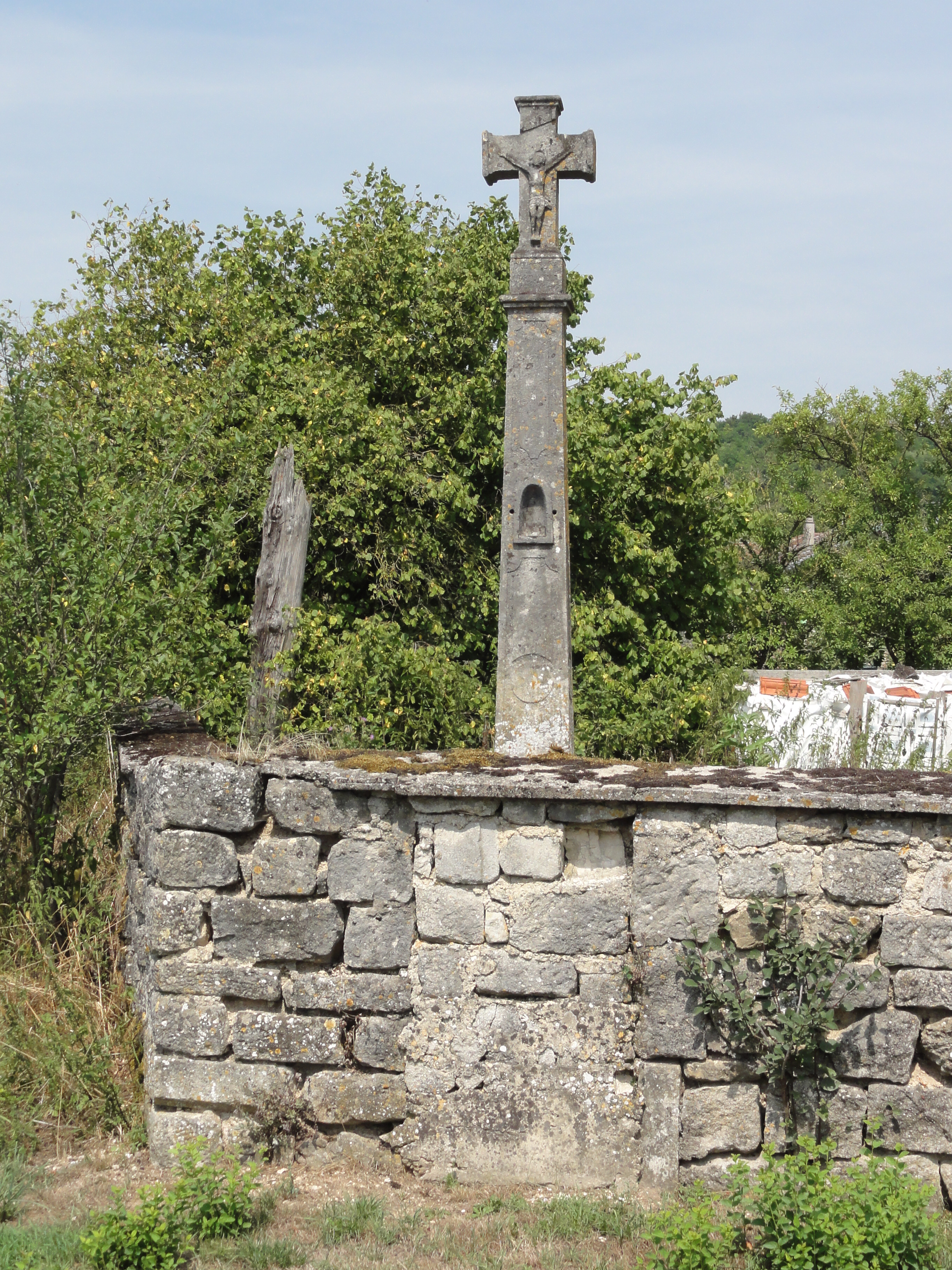
Croix de chemin avec niche à Aulnois-sous-Vertuzey.
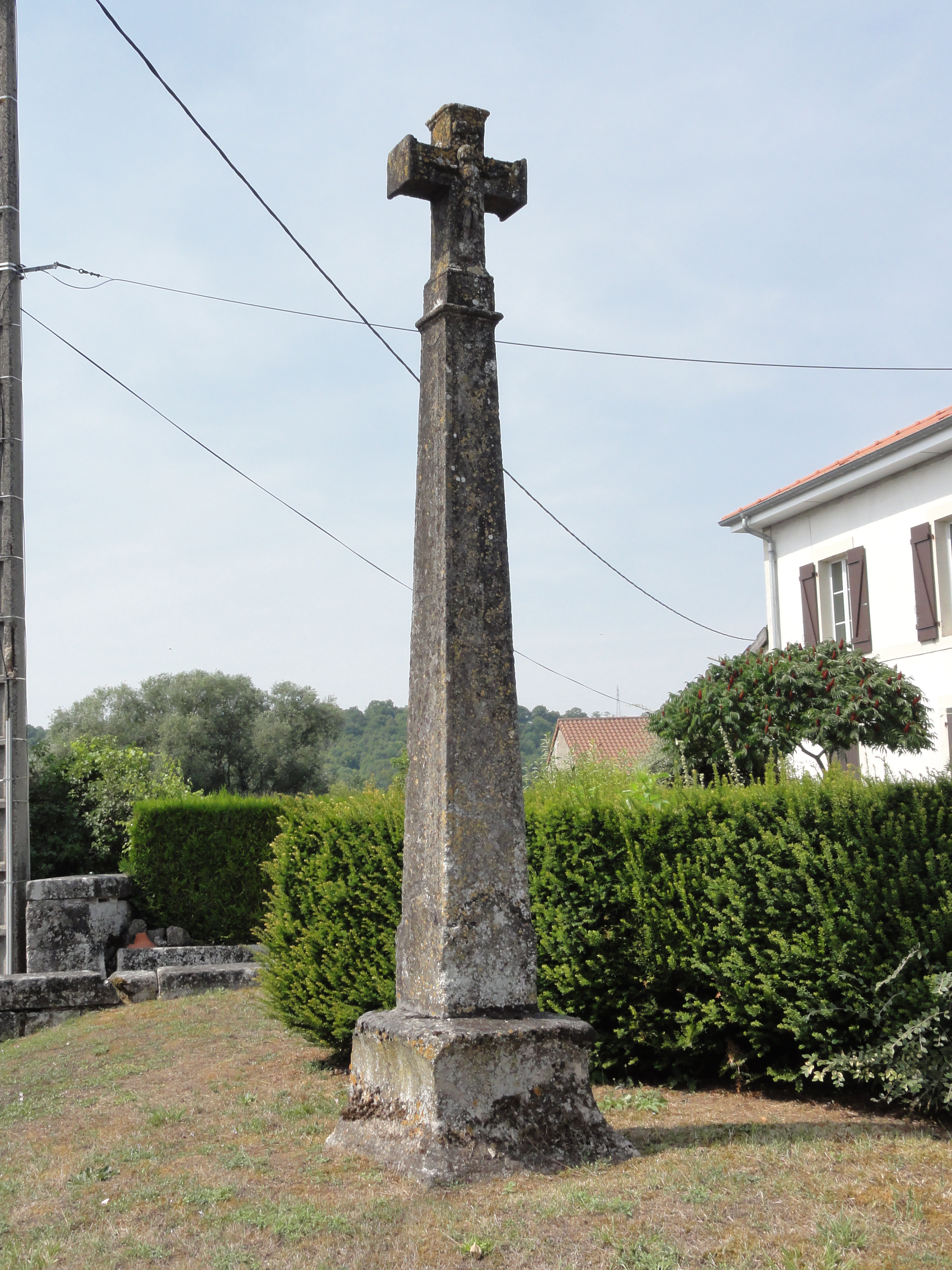
Croix de chemin à Euville.
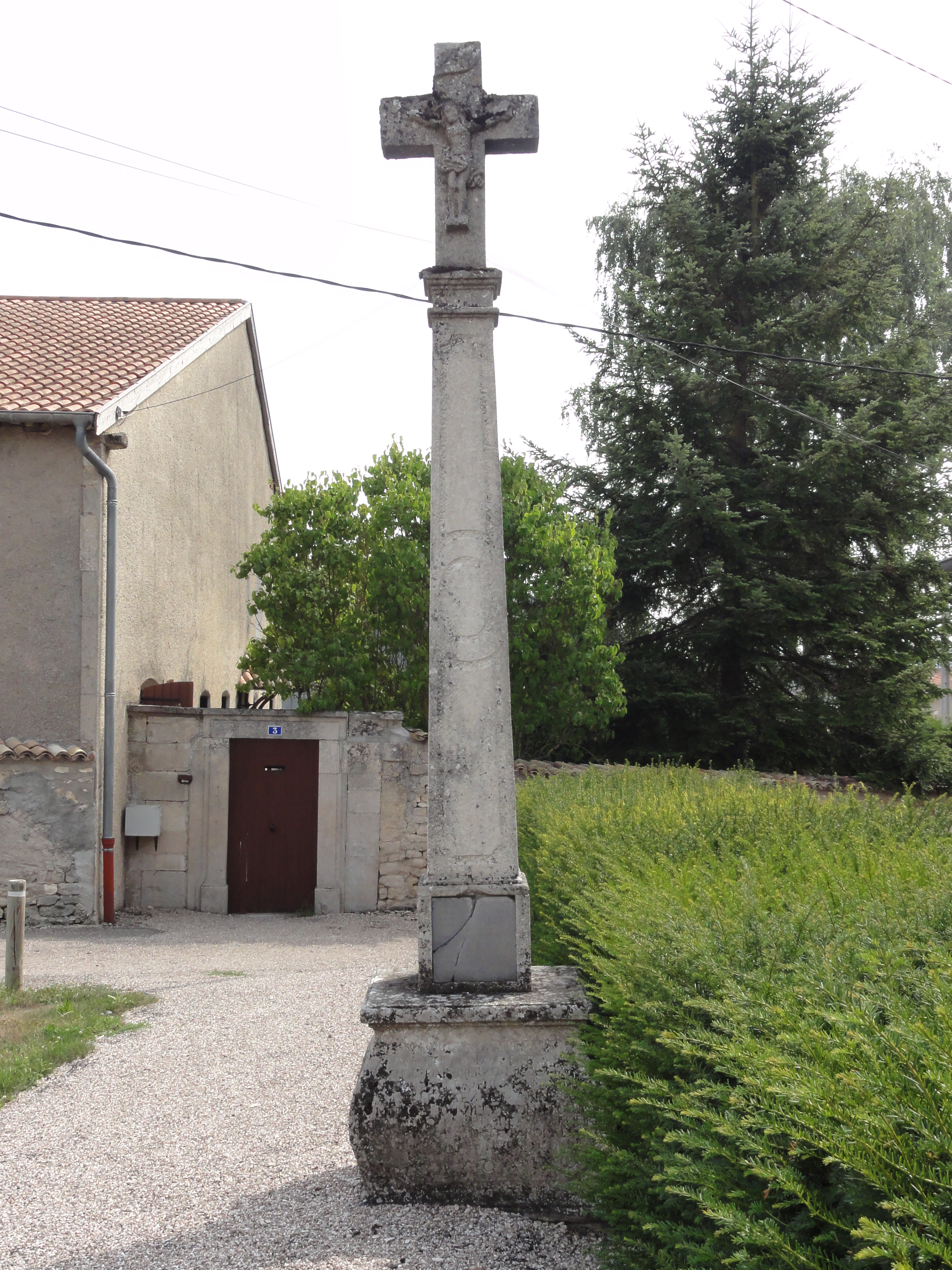
Croix commémorative près de l'église de Ville-Issey.
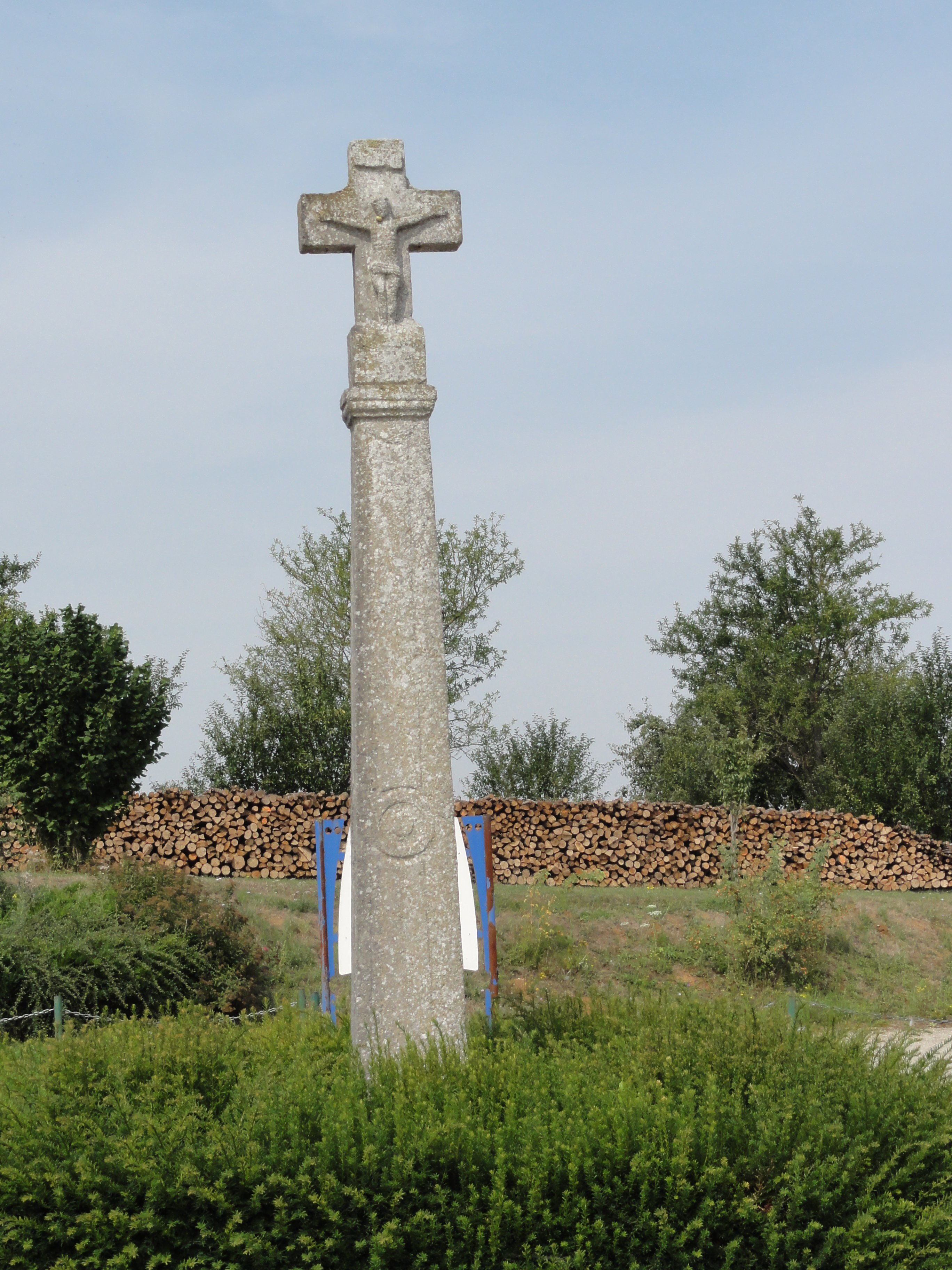
Croix de chemin près du cimetière de Ville-Issey.

Fontaines/pompes de village avec abreuvoirs.

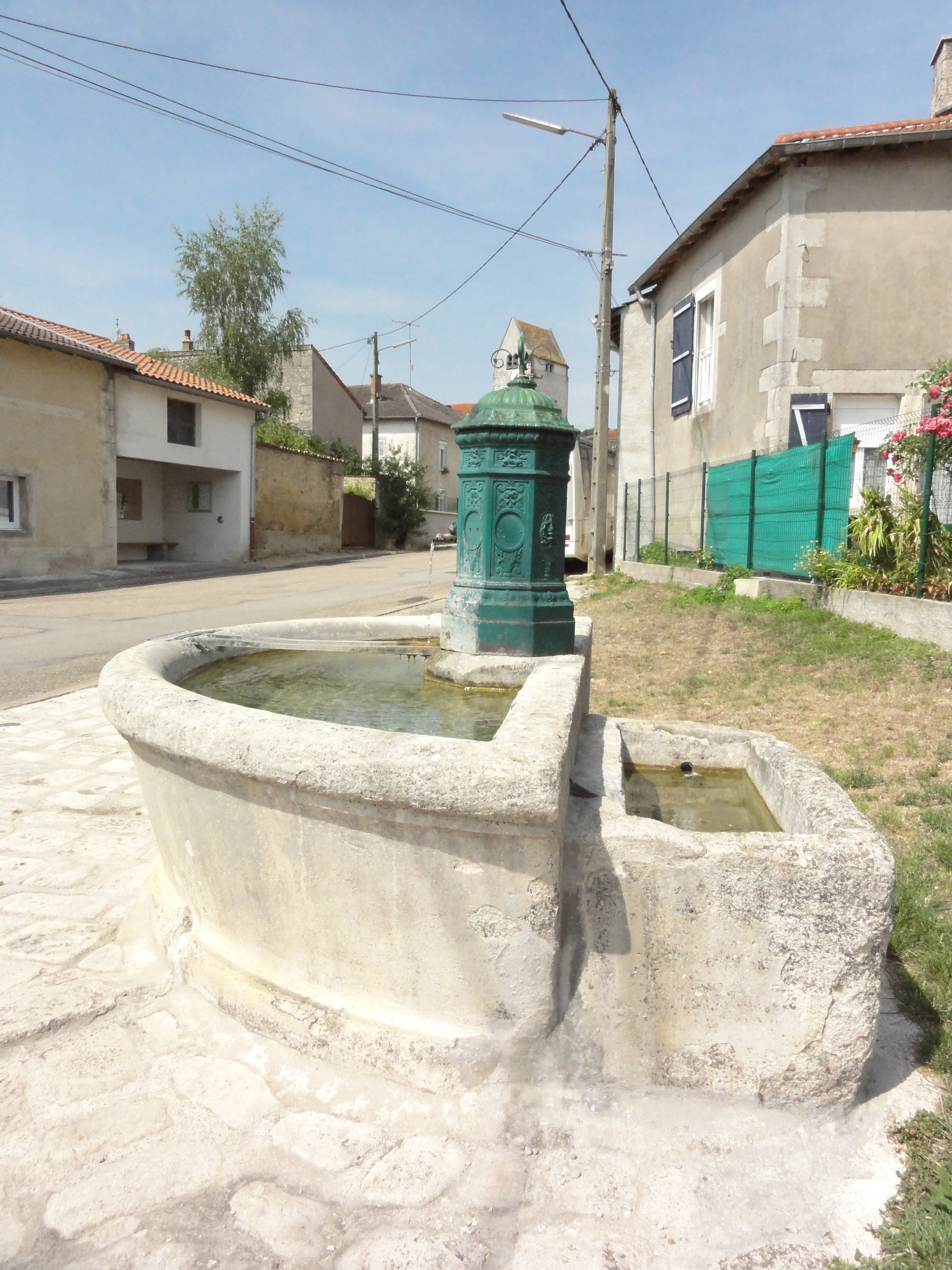
Fontaine d'Aulnois-sous-Vertuzey.
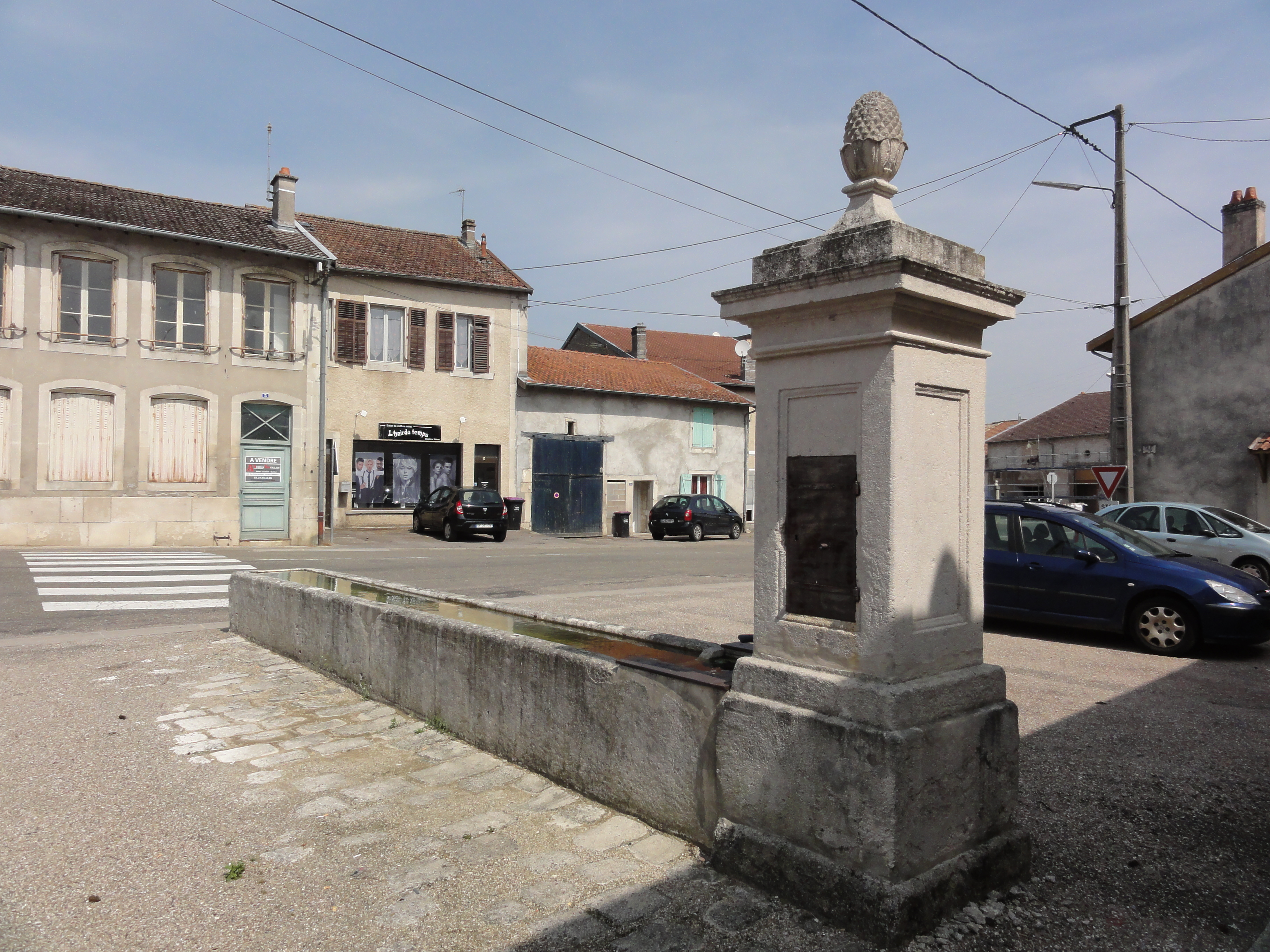
Pompe-abreuvoir à Euville.
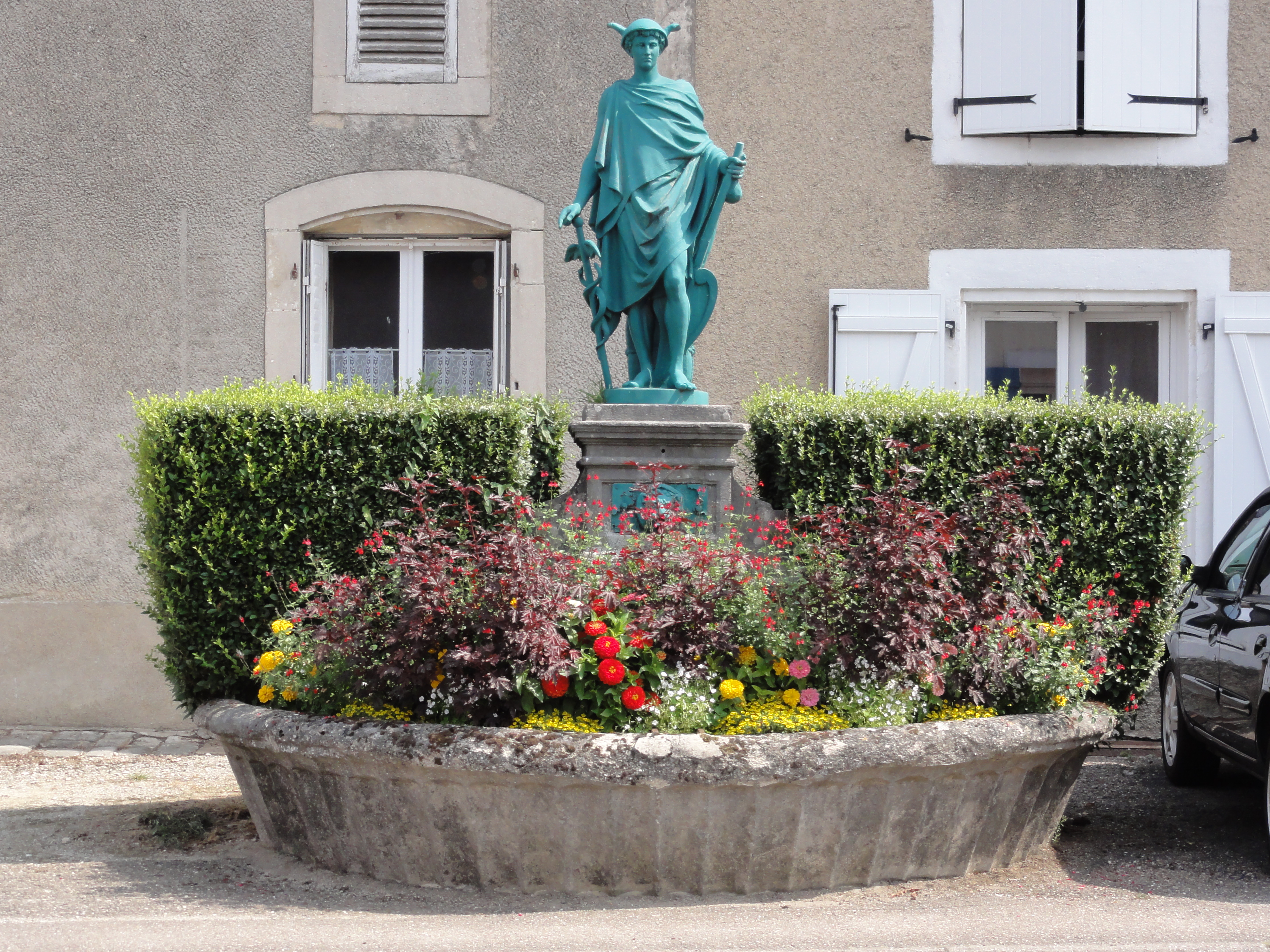
Fontaine àvec statue de Hermes à Euville.
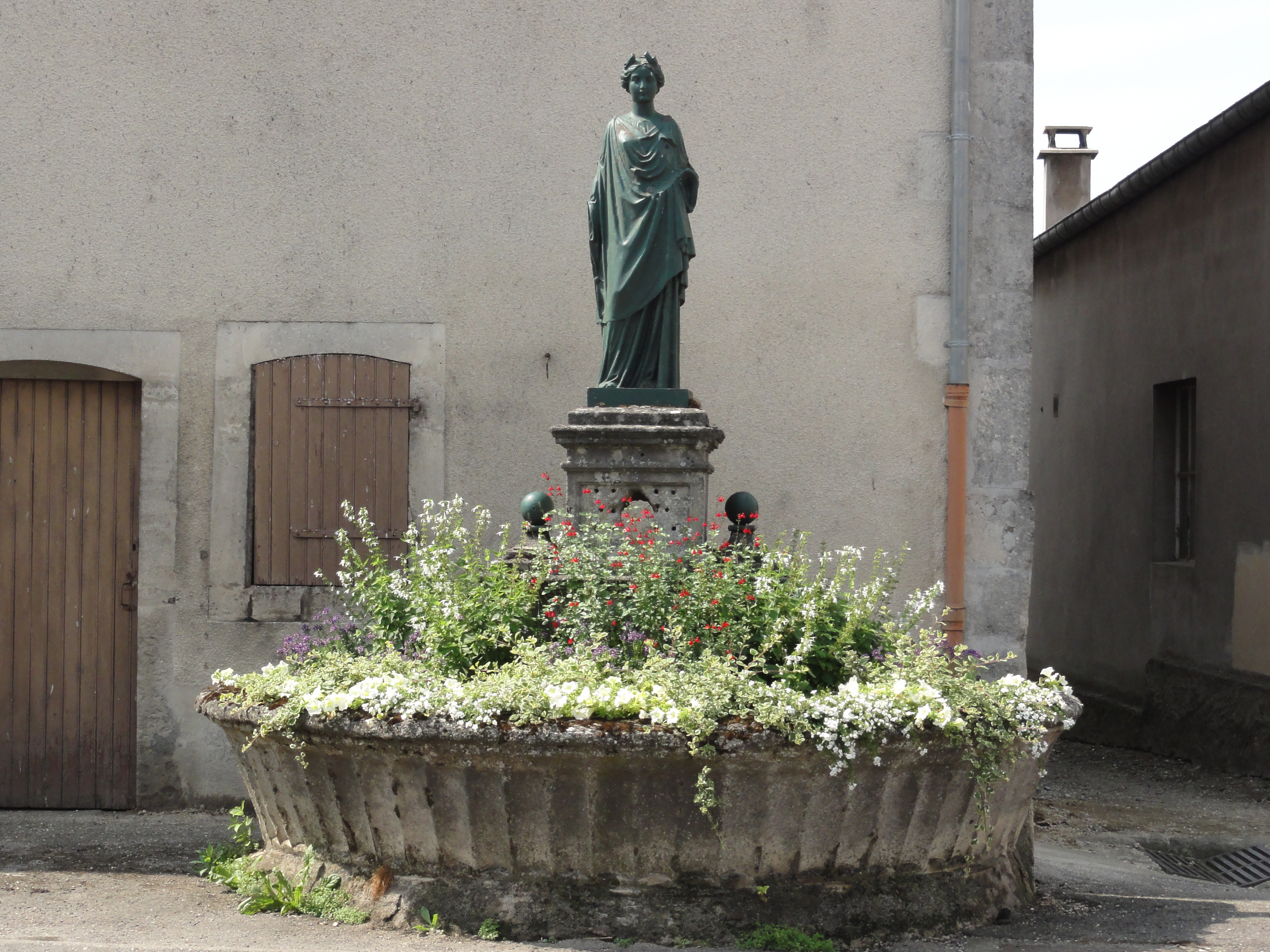
Fontaine avec statue d'Aphrodite à Euville.
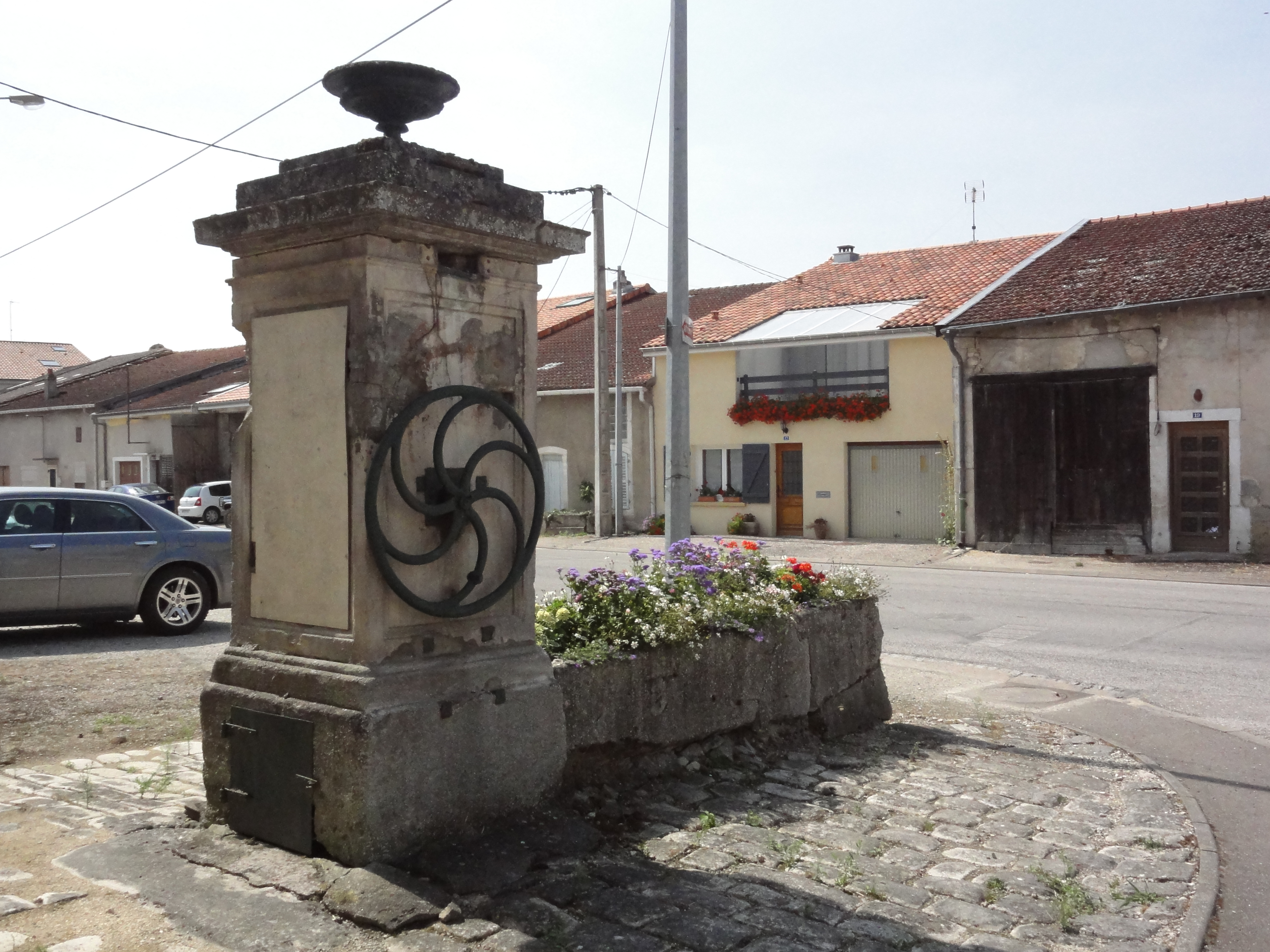
Pompe-abreuvoir à Vertuzey.
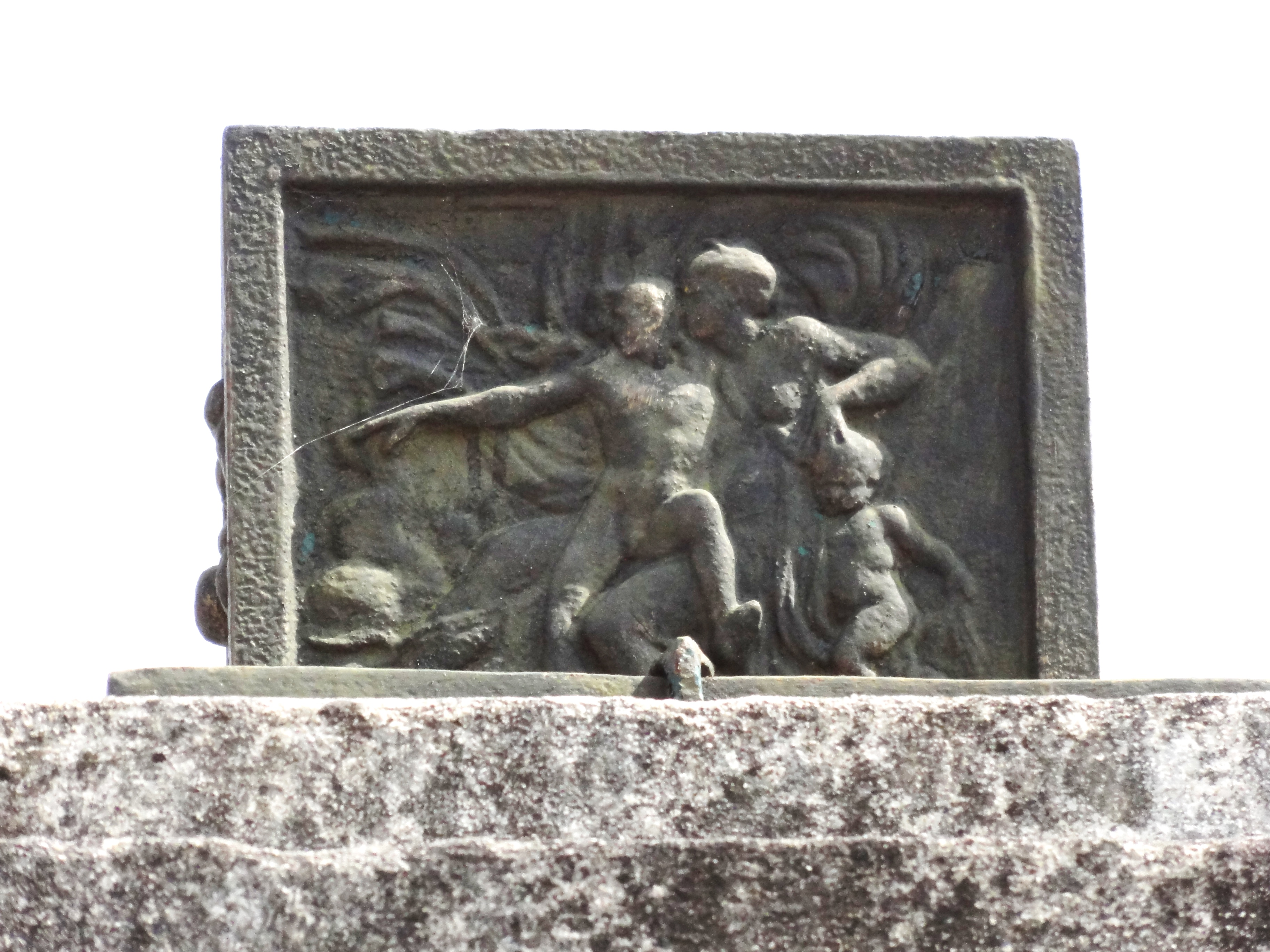
Pompe à Vertuzey, détail.

### Personnalités liées à la commune
- Jean-Nicolas Jadot de Ville-Issey, architecte, dont la sépulture se trouve dans l'église Saint-Pierre de Ville-Issey[33].
- Valérie Donzelli, comédienne et réalisatrice, passait ses vacances chez sa grand-mère à Euville.

### Héraldique
| Blason de Euville | Blason  | D'argent à la croix abaissée de sinople, chargée d'une épée d'argent garnie d'or et cantonnée en chef à dextre de deux masses d'armes passées en sautoir, à senestre d'un soc d'araire, en pointe de deux phéons, le tout de gueules. |
| Blason de Euville | Détails | Création de R.A. Louis avec les conseils de la commission héraldique de l'UCGL. Adopté par la commune en novembre 2011. |